# Westfalen

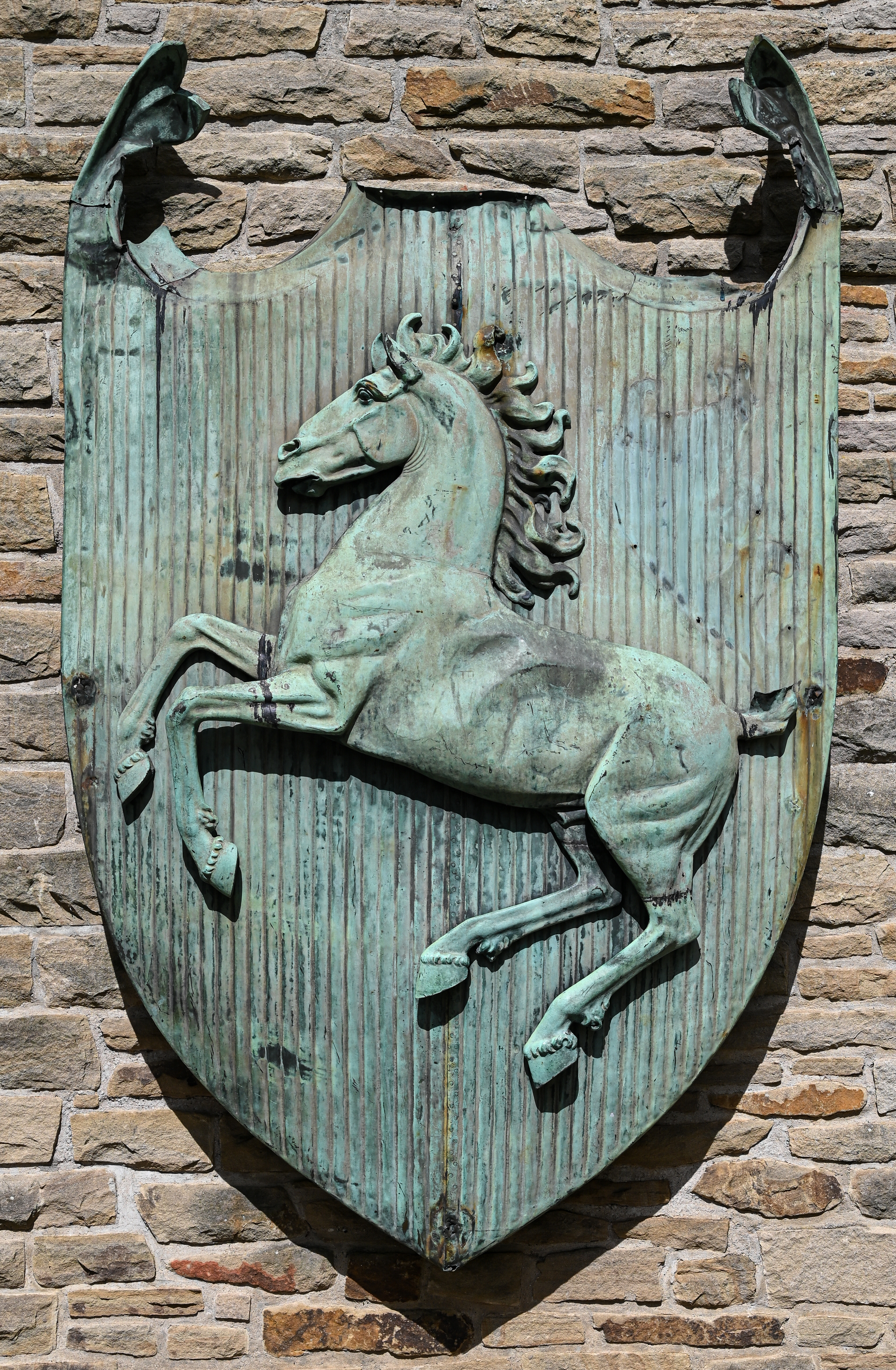
Das Westfalenpferd wird oft als identitätsstiftendes Wappentier Westfalens angesehen.

Westfalen ist eine Region in Nordwestdeutschland. Als Westfalen wird heute meist der Nordostteil des Landes Nordrhein-Westfalen, bestehend aus den Regierungsbezirken Münster, Arnsberg und Detmold, aber meist abzüglich des Kreises Lippe, verstanden. Dieses Gebiet entspricht im Wesentlichen der von 1815 bis 1946 bestehenden preußischen Provinz Westfalen. Je nach den gewählten Abgrenzungskriterien können Randgebiete davon ausgeschlossen sein oder auch außerhalb liegende Landstriche mit einbezogen werden. Die Region hat rund acht Millionen Einwohner.

## Etymologie
Erstmals taucht der Name Westfalai im Jahre 775 in den Fränkischen Reichsannalen als Bezeichnung eines Teilstamms der Sachsen auf. Die Sachsen nannten den westlichen Teil ihres Siedlungsgebietes Westfalen, den mittleren Engern und den östlichen Ostfalen.
In alten Texten über das Sachsenland taucht ein Gau namens Fahala auf, aber kein Teilstamm namens Falen oder ähnlich. Das altnordische Wort fal(ah) bedeutet Feld, Land, flach und niedrig.
Im Nationalismus des 19. und frühen 20. Jahrhunderts wurde der nach heutigen wissenschaftlichen Maßstäben unhaltbare Begriff „fälische Rasse“ gebraucht.

## Abgrenzung
Je nach gewählten Definitionskriterien wird Westfalen unterschiedlich abgegrenzt. Gängige Definitionen orientieren sich an modernen Verwaltungsgebieten, historischen Siedlungs-, Verwaltungs- und Herrschaftsgebieten, Naturräumen oder Kultur- und Sprachräumen.

### Abgrenzung nach modernen Verwaltungsgebieten

Das Gebiet der Regierungsbezirke Münster, Arnsberg und Detmold abzüglich des Kreises Lippe in Nordrhein-Westfalen

Eine der heute gängigsten Definitionen orientiert sich an den heutigen nordrhein-westfälischen Verwaltungsgrenzen und den Grenzen der bis 1946 bestehenden preußischen Provinz Westfalen, die neben der Provinz Rheinland eines der Vorgängerterritorien des Landes war. Im Wesentlichen entspricht das Gebiet Westfalens gemäß dieser Definition dem Gebiet der heutigen Regierungsbezirke Münster, Arnsberg und Detmold abzüglich des Kreises Lippe, dessen heutiges Gebiet im Deutschen Reich das Kernstaatsgebiet eines eigenständigen Bundesstaates Lippe bildete. Heute werden das Rheinland, Westfalen und Lippe häufig als die drei Landesteile Nordrhein-Westfalens aufgefasst. Im Landeswappen kommt die Dreiteilung durch die Abbildung des Rheins, des Westfalenpferdes und der Lippischen Rose zum Ausdruck. Die Abgrenzung Lippes von Westfalen zeigt sich zum Beispiel auch in der Benennung des Landschaftsverbandes Westfalen-Lippe und der Bezeichnung Ostwestfalen-Lippe als alternative Bezeichnung für das Gebiet des Regierungsbezirks Detmold.
Ungeachtet der historischen Sonderstellung Lippes wird unter Westfalen häufig auch vereinfachend die Nordosthälfte von Nordrhein-Westfalen mit den Regierungsbezirken Münster, Detmold und Arnsberg verstanden.

### Abgrenzung nach topographischen Merkmalen
Eine Abgrenzung Westfalens nur anhand topographischer Merkmale ist schwierig. Das einzige Teilgebiet, welches sich in seinem Namen auf Westfalen bezieht, ist die Westfälische Bucht, die als südlicher Teilraum der Norddeutschen Tiefebene das Flachland zwischen den Mittelgebirgen Teutoburger Wald, Eggegebirge und Süderbergland umfasst. Nach Maßgabe der gebräuchlichsten Definition Westfalens bildet die Westfälische Bucht den Kernraum Westfalens, in dem die überwiegende Mehrheit der Einwohner ansässig ist. Allerdings sind die Grenzen der Westfälischen Bucht nach Nordwesten nicht trennscharf ausgebildet. Zum südwestlich davon gelegenen Niederrheinischen Tiefland markiert der Rand der Niederterrasse der Rheinebene die Grenze der Westfälischen Bucht; bis zum Rhein reicht Westfalen aber in keiner der gängigen Definitionen Westfalens.
Legt man im Folgenden die heute weit verbreitete Vorstellung von Westfalen als dem Gebiet der Regierungsbezirke Münster, Arnsberg und Detmold ohne das Lipperland zugrunde, umfasst Westfalen im Süden und Osten aber weitere, nicht zur Westfälischen Bucht zählende Gebiete. Im Osten kann die Weser als natürliche Grenze Westfalens angesehen werden; der Fluss bildet grob auch die kulturräumliche Grenze zum historischen Ostfalen. So abgegrenzt, zählen auch die westlich der Weser gelegenen Gebiete des Niedersächsischen Berglandes zu Westfalen. Im Süden des Regierungsbezirks Arnsberg zählen weitere Mittelgebirgsregionen zu Westfalen. Eine trennscharfe naturräumliche Südgrenze kann dort aber nicht ausgemacht werden, da sich südlich der Landesgrenze physisch ähnliche Landschaften anschließen. Von den Wasserscheiden hätte lediglich der Hauptkamm des Rothaargebirges Potential zu einer durch topographische Merkmale bedingten Kulturgrenze; jedoch werden Teile des Einzugsgebiets der südlich des Kammes verlaufenden Diemel und Eder gemäß der einleitenden Abgrenzung anhand der heutigen Landesgrenze und auch gemäß den meisten kulturräumlichen Vorstellungen zu Westfalen gezählt.

### Abgrenzung nach historischen Siedlungs- oder Herrschaftsgebieten

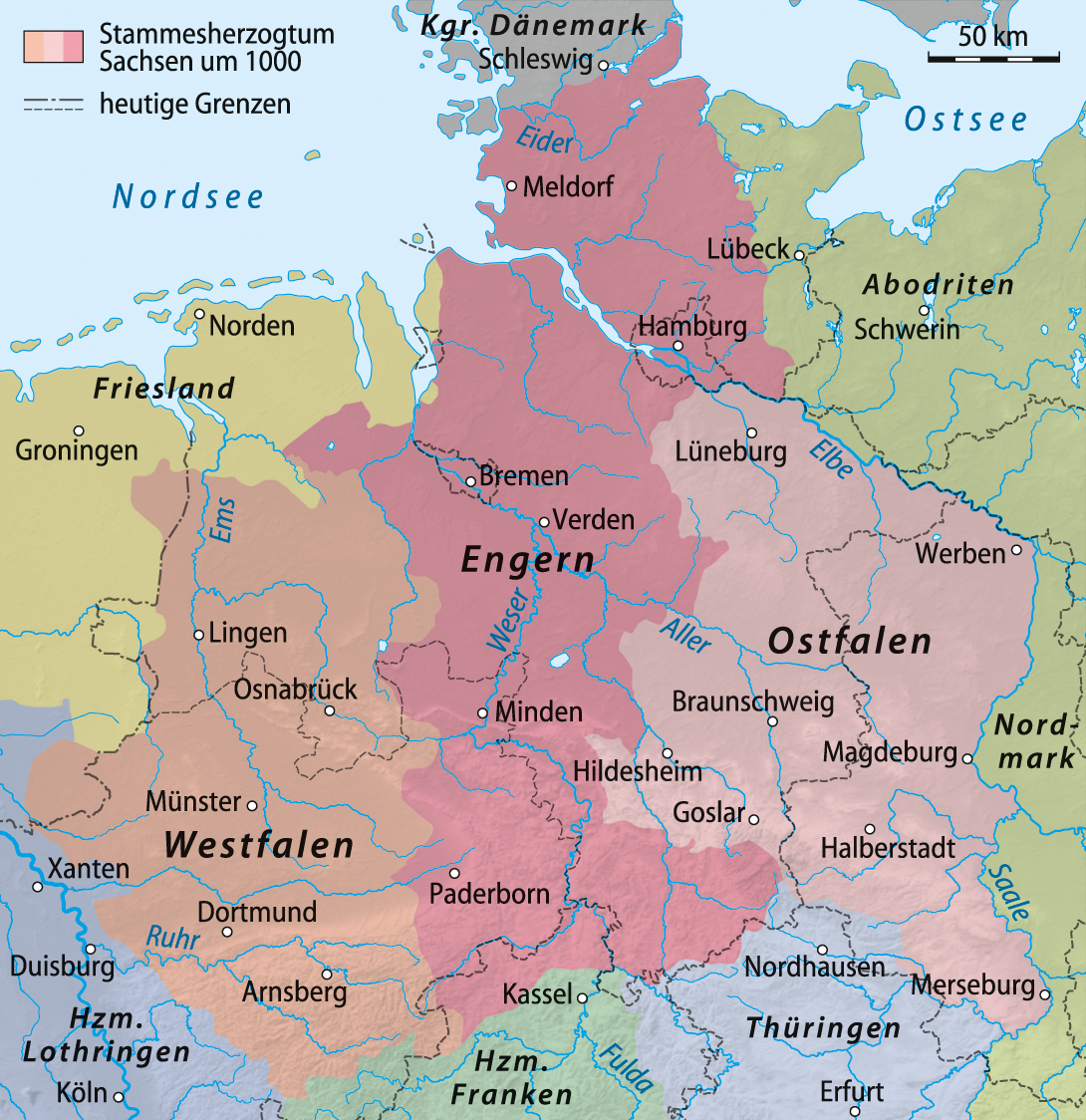
Das Stammesherzogtum Sachsen um 1000

Die preußische Provinz Westfalen

Die alten Sachsen nannten den westlichen Teil ihres Stammeslandes Westfalen. Der südliche Teil dieses historisch-sächsischen Westfalens stimmt grob mit dem Gebiet der heutigen Regierungsbezirke Arnsberg und Münster überein.
Als Folge des Konflikts mit Kaiser Friedrich I. musste Heinrich der Löwe 1180 die Herzogswürde für den Westen des Herzogtums Sachsen an die Kölner Fürstbischöfe abtreten, die sich seitdem auch Herzöge von Westfalen nannten. Während Adam von Bremen im 11. Jahrhundert noch die Ems als den östlichen Grenzfluss Westfalens betrachtete, charakterisierte im ausgehenden Spätmittelalter die Schedel’sche Weltchronik Westvalen als Gebiet zwischen Niederrhein und Weser, im Norden an Friesland grenzend, im Süden an das hessische Mittelgebirge. In einem Vertrag zwischen dem Erzbistum Köln und dem Herzogtum Braunschweig-Lüneburg wurde 1260 die Ostgrenze Westfalens bis nördlich von Nienburg entlang der Weser festgeschrieben, so dass der südliche Teil des Weser-Ems-Gebiets dem Einflussbereich Kurkölns, also den Herzögen von Westfalen, zugerechnet wurde.
Als 1512 auf dem Reichstag von Köln das Heilige Römische Reich in zehn Reichskreise eingeteilt wurde, nahm der Niederrheinisch-Westfälische Reichskreis das heutige Nordrhein-Westfalen begrifflich vorweg, umfasste aber auch Gebiete des heutigen Niedersachsen westlich der Weser bis zur Nordsee. Westfälische Herrschaften wie der Territorialbesitz des Bistums Münster reichten weit nach Norden. Das Herzogtum Westfalen war allerdings innerhalb dieser neuen Reichsordnung nur ein Nebenland Kurkölns und damit nicht Teil des Niederrheinisch-Westfälischen Reichskreises; auch war das Herzogtum Westfalen sehr viel kleiner als das heute nach den meisten Definitionen zu Westfalen gerechnete Gebiet.
Das von Napoleon I. für seinen Bruder Jérôme geschaffene Königreich Westphalen (1807–1813) umfasste nur Teile des Gebiets des heutigen Regierungsbezirks Detmold und erstreckte sich ansonsten hauptsächlich auf Gebiete, die heute in den Ländern Niedersachsen, Sachsen-Anhalt und Hessen liegen. Eine Abgrenzung der Region Westfalen entsprechend den Grenzen des Königreichs Westphalen war nie üblich.
Seit Preußen nach dem umfangreichen Gebietserwerb infolge des Wiener Kongresses 1815 die Provinz Westfalen einrichtete, orientierte sich die Abgrenzung der Region Westfalen zunehmend an den Grenzen der preußischen Provinz. Diese Definition Westfalens ist bis heute sehr gängig. Im Jahr 1817 wurden der Provinz Westfalen auch das traditionell nassauische Siegerland und das hessischstämmige Wittgensteiner Land (heute gemeinsam Kreis Siegen-Wittgenstein) zugeschlagen. Bis dahin oft zu Westfalen gerechnete Gebiete nördlich davon kamen an das Königreich Hannover (Osnabrück, Bentheim und Emsland) und das Großherzogtum Oldenburg (Oldenburger Münsterland). Dass gleichwohl die alte, den Südwesten des heutigen Niedersachsens einbeziehende Bedeutung des Begriffs „Westfalen“ nicht völlig aus dem Sprachgebrauch verschwunden ist, zeigt der 1993 in Cloppenburg herausgegebene Buchband mit dem Titel Westfalen in Niedersachsen. Das Gebiet der heutigen Stadt Essen (grob das Gebiet des früheren Stiftes Essen) wurde vor 1815 häufig als westfälisches Gebiet aufgefasst; es wurde aber dann vom preußischen Staat der Provinz Jülich-Kleve-Berg zugeordnet und kam so 1822 nach Auflösung dieser Provinz zur Rheinprovinz, so dass das Gebiet heute nicht mehr nach jeder gängigen Definition als westfälisch gilt. Noch deutlich später, nämlich erst im Jahr 1929, wurde Osterfeld, die einstmals westlichste Stadt im als westfälisch geltenden Vest Recklinghausen, nach Oberhausen eingemeindet und kam dadurch zum Rheinland.
Das Fürstentum Lippe (heute Kreis Lippe) blieb selbständig, wurde später ein eigenständiges Land im Deutschen Reich und wird daher auch heute selbst nach dem Beitritt zum Land Nordrhein-Westfalen häufig nicht zu Westfalen gezählt.

### Abgrenzung nach kulturräumlichen Merkmalen

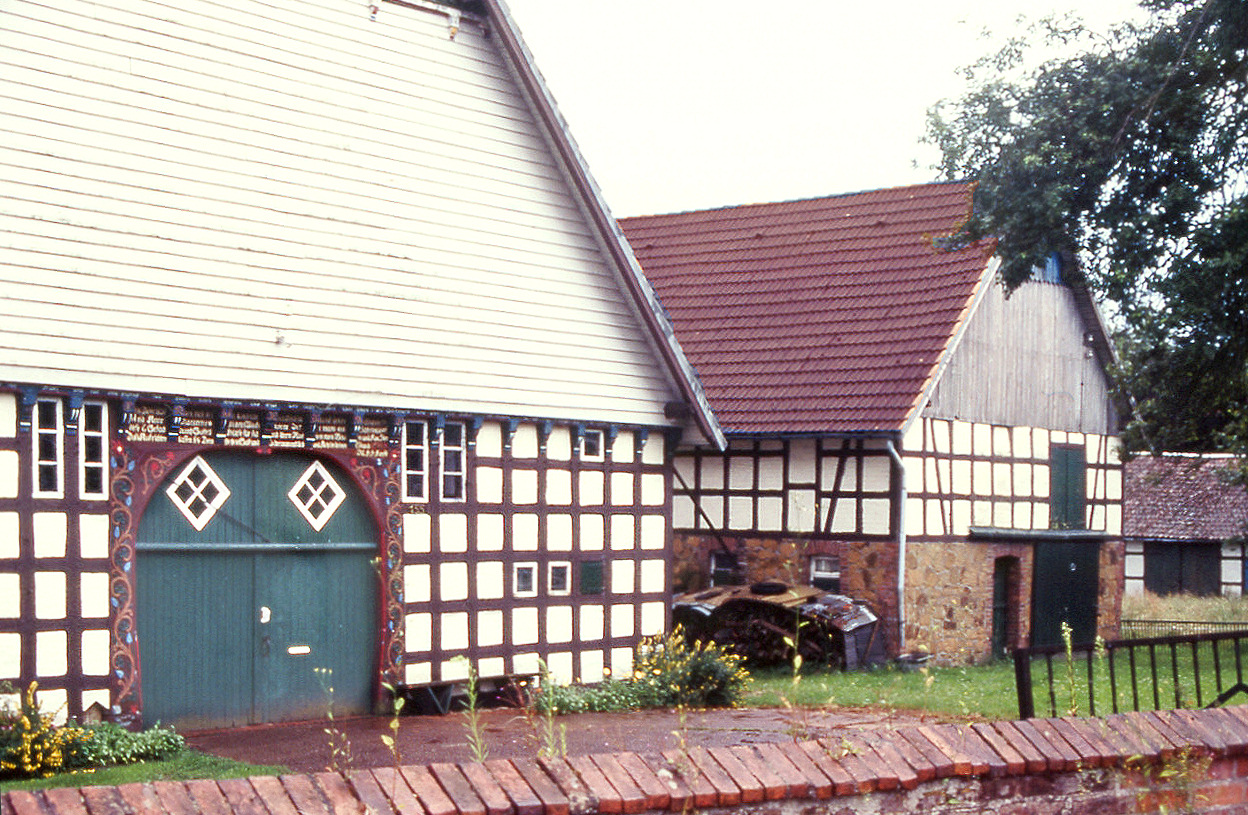
Typisches Westfalenhaus bei Melle (Niedersachsen)

Als Ausdruck gemeinsamer Vergangenheit ist das Sachsenross noch heute gleichermaßen das Wappentier Westfalens und Niedersachsens. Gemeinsamkeit zeigt sich auch in der ländlichen Bautradition. Das norddeutsche Fachhallenhaus, vom Niederrhein bis Hinterpommern weit verbreitet, ist sowohl als Westfalenhaus als auch als Niedersachsenhaus bekannt: Um eine zentrale Halle („Deele“) mit giebelseitigem Tor gruppierten sich rechts und links Ställe und andere Wirtschaftsräume, während sich die Wohnräume der Bauernfamilie am hinteren Ende befanden.

### Abgrenzung nach linguistischen Merkmalen

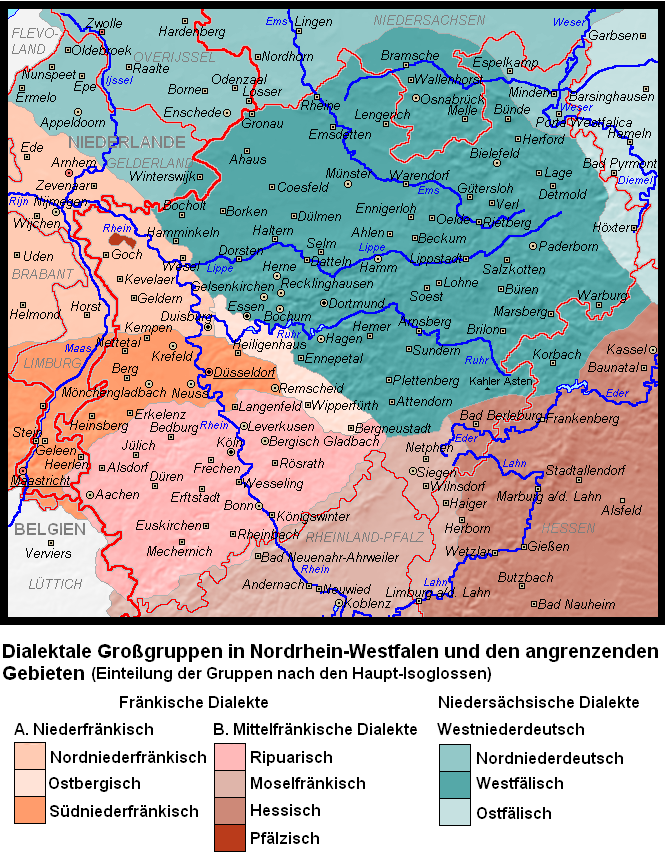
Ausdehnung der westfälischen Mundarten

Die westfälischen Dialekte zählen zu den niederdeutschen Dialekten. Sie werden bzw. wurden in fast allen Teilen der Regierungsbezirke Detmold, Münster und Arnsberg gesprochen. Ausnahmen sind die östlich der Weser gelegenen Gebiete im Nordosten des Regierungsbezirks Detmold, die zum Dialektgebiet des Nordniederdeutschen zählen. Im Südosten des Regierungsbezirks Detmold bei Höxter findet man bereits ostfälische Dialekte. Die Dialekte des Siegerlandes zählen nicht zum westfälischen, sondern zum moselfränkischen Dialektgebiet. Im Gebiet um Wittgenstein findet man vorwiegend hessische Dialekte.
Im Osnabrücker Land wird in einem Gebiet um Osnabrück, Bramsche und Melle auch außerhalb Nordrhein-Westfalens Westfälisch gesprochen, außerhalb der ehemaligen Provinz Westfalen auch im ehemaligen Land Lippe. Der äußerste Südosten des westfälischen Dialektraumes erstreckt sich über Nordrhein-Westfalen hinaus auf Teile des hessischen Waldecks mit dem Upland, dem Gebiet um Korbach und dem Gebiet an der Twiste mit Bad Arolsen.

### Abgrenzung zu Ostwestfalen und Ostfalen
Ostwestfalen ist der östliche Teil Westfalens (ohne Lippe). Vor dem Beitritt des Landes Lippe zu Nordrhein-Westfalen 1947 umfasste Ostwestfalen im Wesentlichen den Regierungsbezirk Minden. Die Sachsen bezeichneten diesen mittleren Teil ihres Siedlungsgebietes als Engern. Besonders im Norden reichte Engern allerdings weit über das heutige Ostwestfalen bzw. das auch den Kreis Lippe umfassende Ostwestfalen-Lippe hinaus. Der östliche Teil des sächsischen Siedlungsgebietes wurde als Ostfalen bezeichnet. Obwohl der Begriff Ostfalen heute kaum mehr in Gebrauch ist, werden in der Linguistik die ostfälischen von den westfälischen Dialekten abgegrenzt. Das historisch-sächsische Ostfalen und der ostfälische Sprachraum liegen fast gänzlich außerhalb des heutigen Nordrhein-Westfalens.

## Symbole

### Wappen
Mit Erlass des preußischen Staatsministeriums vom 28. Februar 1881 wurde bestimmt, dass die Provinz Westfalen ein Wappen führen dürfe: das weiße steigende Westfalenross mit lockiger Mähne und hochgeschlagenem Schweif auf rotem Grund. Die aus graphischen Gründen zweckmäßige Haltung des erhobenen Pferdeschweifes gilt heute – im Gegensatz zum niedersächsischen Wappen – als wesentliches Charakteristikum des Westfalenpferdes. Der Landschaftsverband Westfalen-Lippe führt das Wappen der ehemaligen Provinz in abgewandelter, modernisierter Version. Das westfälische Wappen ist zudem ein Bestandteil des 1953 geschaffenen Landeswappens Nordrhein-Westfalens.

Provinz Westfalen
Nordrhein-Westfalen
Niedersachsen

### Weitere Symbole
Auch das 1868 in Iserlohn komponierte Westfalenlied gilt als eines der Symbole Westfalens. Eine westfälische Symbolfigur, die man vorwiegend im Münsterland kennt, ist der Kiepenkerl, ausgestattet mit weitem blauen Hemd (Kittel), rotem Halstuch, Holzschuhen und seiner Kiepe, einem Tragkorb, ebenfalls charakteristisch ist eine Tabakspfeife. Mit ihrer Kiepe auf dem Rücken zogen früher Krämer über Land und boten auf den Höfen wie in den Städten ihre Waren an. In Münster hat man dem Kiepenkerl ein Denkmal aufgestellt. Formale Ähnlichkeiten gibt es zum Leineweberdenkmal in Bielefeld und dem Linnenbauerdenkmal in Herford, welche aber einen Weber darstellen, der seine Produkte in einem Holster zum Verkauf in die Stadt trägt.

## Geographie

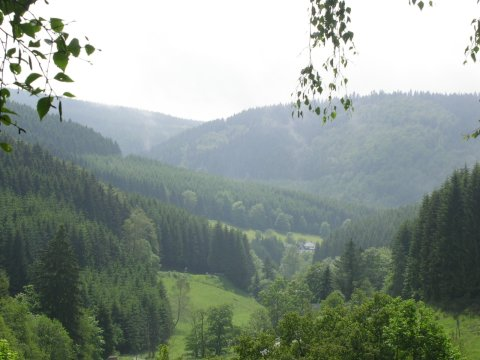
Mittelgebirgslandschaft im Sauerland

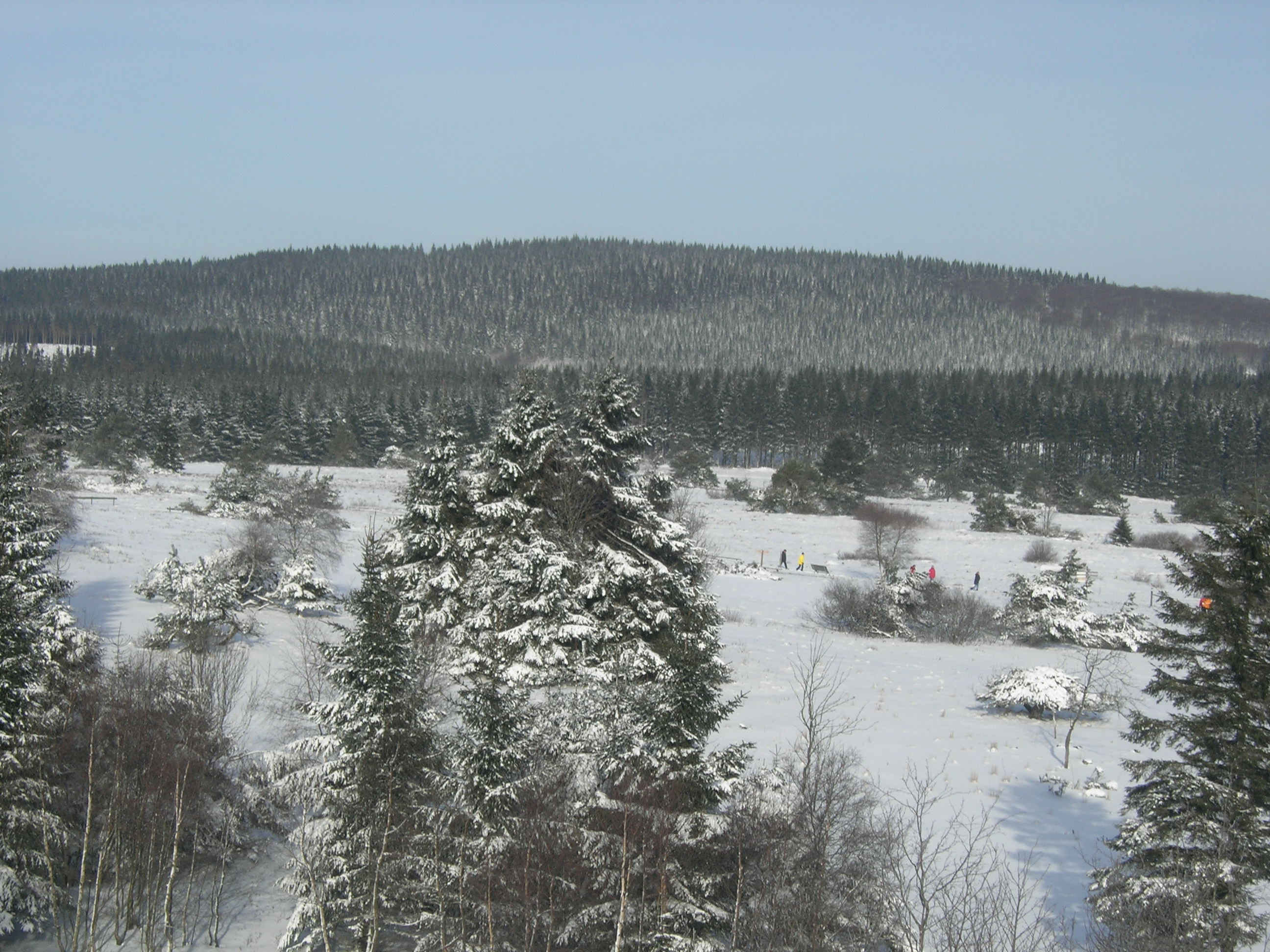
Der Langenberg, höchster Berg Westfalens

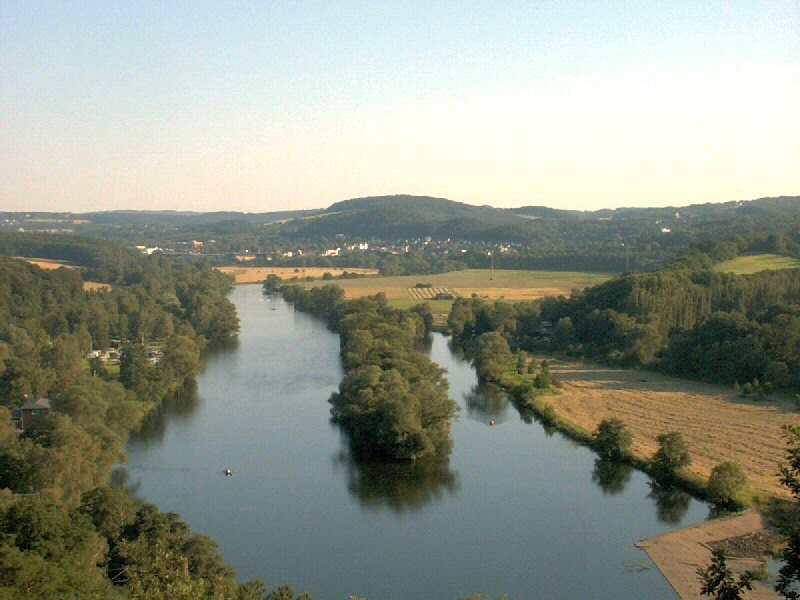
Die Ruhr bei Witten

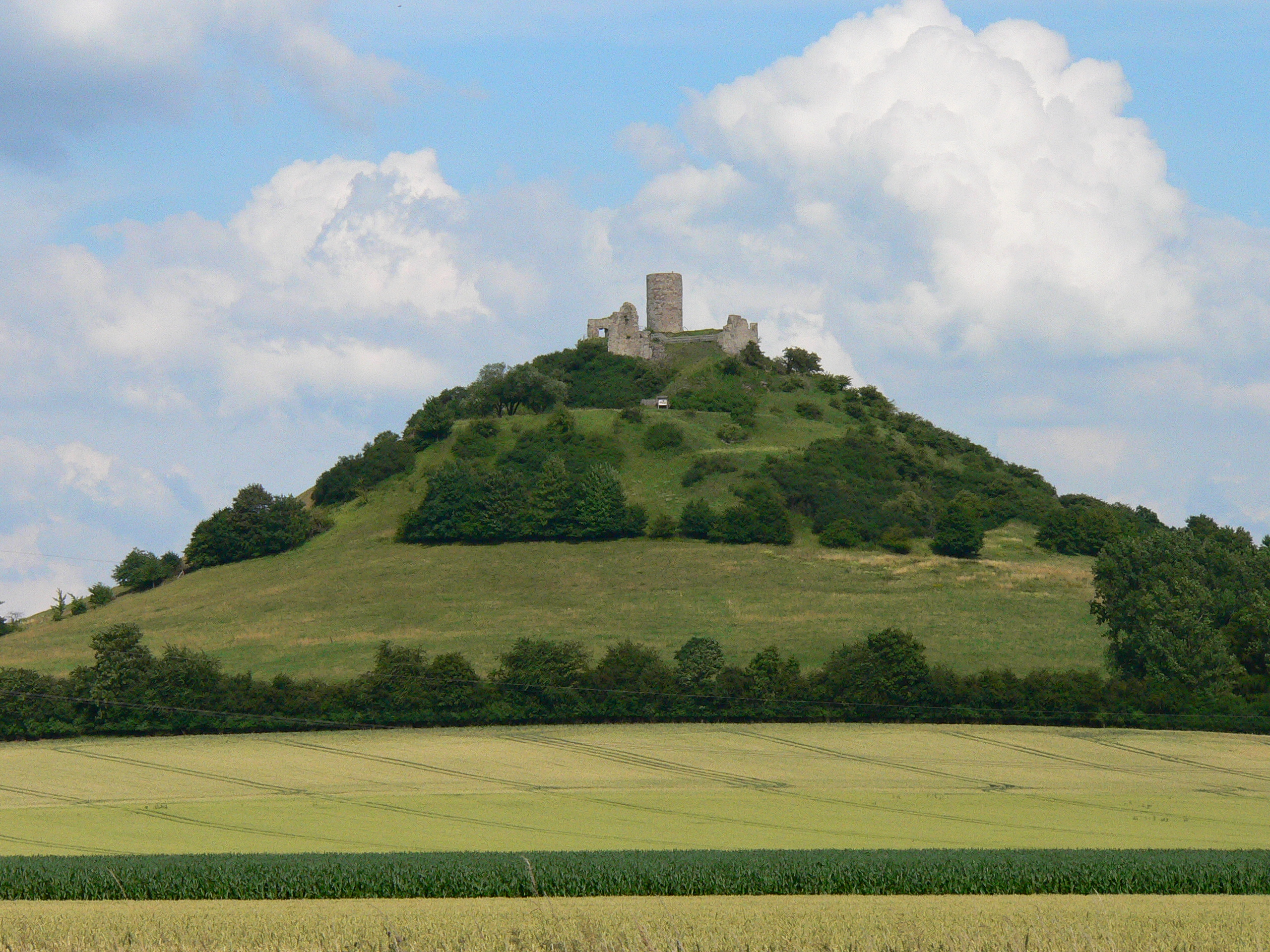
Desenberg mit Burgruine in der Warburger Börde

In den Regierungsbezirken Münster, Arnsberg und Detmold leben auf 21.427 km² etwa 8,2 Millionen Menschen in den Regionen Münsterland, Tecklenburger Land, Ostwestfalen, Hellwegbörde, Sauerland (ohne das Hessische Upland), Wittgensteiner Land und Siegerland (soweit es zu Westfalen gehört) sowie im westfälischen (d. h. mittleren und östlichen) Teil des Ruhrgebiets. Die westfälischen Gebiete des Sauerlandes, des Siegerlandes und das Wittgensteiner Land werden unter Südwestfalen zusammengefasst.
Nach Sprache und Bautradition gehört der nordrhein-westfälische Landesteil Westfalen, abgesehen von seinem südlichsten Teil, überwiegend zu Norddeutschland. Jahrhundertelange Verbindungen zum Erzbistum Köln, der in den meisten Gegenden vorherrschende Katholizismus und das Land Nordrhein-Westfalen binden es an das Rheinland, also Westdeutschland. Daher wird Westfalen besonders oft als zu Nordwestdeutschland gehörig bezeichnet. Dieses umfasst auch Niedersachsen und Bremen.

### Relief
Während die Westfälische Bucht den Norden des Regierungsbezirks Arnsberg und fast den gesamten Regierungsbezirk Münster einnimmt, sind der Süden des Regierungsbezirks Arnsberg und der überwiegende Teil des Regierungsbezirks Detmold durch Mittelgebirgslandschaften geprägt. Die höchsten Gipfel befinden sich im Höhenzug des Rothaargebirges, das zugleich eine natürliche Grenze zu Hessen formt. Der bekannteste Berg dort ist der 841,9 m hohe Kahle Asten mit Wetterstation, Aussichtsturm und Hotel. Mit 843,2 m der höchste Berg Westfalens und zugleich von ganz Nordrhein-Westfalen ist aber der unweit gelegene Langenberg. Die Westfälische Bucht wird im Nordosten und Osten von den Höhenzügen des Teutoburger Waldes (mit maximal 446,4 m Höhe auf dem Barnacken) und des Eggegebirges (mit maximal etwa 464 m Höhe auf dem Preußischen Velmerstot) begrenzt. Nördlich davon liegt das Wiehengebirge, und östlich erstreckt sich das Weserbergland.
Am südlichen Rand der Westfälischen Bucht liegen das Ardeygebirge und der Haarstrang. Der tiefste Punkt des Landes befindet sich mit rund 10 m Höhe am Übergang zur niederrheinischen Landschaft und der niederländischen Grenze bei Isselburg. Am Südrand der Westfälischen Bucht erstrecken sich die Hellwegbörden. Sie sind geprägt durch fruchtbare Lößböden.
In Ostwestfalen, überwiegend östlich des Höhenzuges Eggegebirge gelegen, gliedert sich die Landschaft auf in die fruchtbare Warburger Börde, welche in das angrenzende hessische Bergland übergeht. Die Warburger Börde besitzt Böden von hoher Qualität mit der höchsten Bodenwertzahl in Westdeutschland. Das Wahrzeichen der Warburger Börde ist der 354 m Hohe Basaltkegel Desenberg mit Burgruine.

### Flüsse
Der wasserreichste Fluss in Westfalen ist die Weser, die das Land im Osten tangiert und in der Porta Westfalica den Gebirgszug von Wiehen- und Wesergebirge durchbricht. Zum Einzugsgebiet des Rheins gehören die Ruhr mit den Nebenflüssen Möhne, Lenne und Volme, die Emscher, die Sieg und die Lippe. Zum Flusssystem der Ruhr zählt auch die Plästerlegge, der höchste Wasserfall Westfalens. Mit einer Länge von nur etwa vier Kilometern gilt die in Paderborn entspringende Pader als kürzester Fluss dieser Wasserführung in Deutschland. Die am Teutoburger Wald entspringende Ems durchfließt den Osten und Norden der Westfälischen Bucht. Die Diemel durchquert, von ihrer Quelle im Sauerland kommend, den südöstlichen Rand Ostwestfalens bei Warburg, bevor sie in Bad Karlshafen in die Weser mündet.

### Die westfälischen Städte
| Großstädte in Westfalen |                               |
| Stadt                   | Einwohner (31. Dezember 2019) |
| Dortmund                | 588.250                       |
| Bochum                  | 365.587                       |
| Bielefeld               | 334.195                       |
| Münster                 | 315.293                       |
| Gelsenkirchen           | 259.645                       |
| Hagen                   | 188.686                       |
| Hamm                    | 179.916                       |
| Herne                   | 156.449                       |
| Paderborn               | 151.633                       |
| Bottrop                 | 117.565                       |
| Recklinghausen          | 111.397                       |
| Siegen                  | 102.770                       |
| Gütersloh               | 100.861                       |

Die meisten der heutigen Städte in Westfalen entstanden im Mittelalter während der Hansezeit. Es bildete sich ein dichtes Netz von Orten mit städtischen Rechten. Später kam es im Zusammenhang mit der Industrialisierung zu einer sehr differenzierten Entwicklung. Einige Orte mit Stadtrechten etwa im Hochsauerland kamen über dörfliche Dimensionen nicht hinaus. Selbst Arnsberg als Sitz eines Regierungspräsidiums blieb eine kleine Stadt und wuchs erst mit der kommunalen Neugliederung 1975. Andererseits ist Soest, im Mittelalter eine der größten und bedeutendsten Städte Nordwestdeutschlands, heute nur eine Mittelstadt.
Im Ruhrgebiet führte die Montanindustrie in der zweiten Hälfte des 19. Jahrhunderts zu einer raschen Zunahme der städtischen Bevölkerung und damit zum Entstehen einer großstädtischen Verdichtungszone. Dazu zählen die Städte Dortmund, Bochum, Herne, Gelsenkirchen, Bottrop, Castrop-Rauxel, Recklinghausen, Gladbeck und Lünen. Infolge der Verlagerung des Kohlebergbaus nach Norden entstanden im 20. Jahrhundert entlang der Lippe weitere Industriestädte aus ehemals ländlichen Ortschaften. Südlich der Ruhr liegt eine Zone von industriell geprägten Städten wie Hagen im südöstlichen Teil des Ruhrgebietes sowie Iserlohn und Lüdenscheid im nordwestlichen Sauerland. Am Ostrand des Ruhrgebiets bildet Hamm einen Übergang in die ländliche Hellwegzone.
Außerhalb des westfälischen Ruhrgebiets sind Münster und Paderborn wichtige Zentren für ihr Umland. Im südlichsten Teil Westfalens, dem Siegerland, bildet die Stadt Siegen einen ähnlichen Siedlungsschwerpunkt. In Ostwestfalen war die Verwaltungsstadt Minden längere Zeit ein ausgeprägtes Zentrum, bevor es während der Industrialisierung durch Bielefeld abgelöst wurde, sowie im Hochstift die beiden Städte Paderborn und Warburg. Ebenfalls mit der Industrialisierung kamen Herford und Gütersloh hinzu. Einige Städte, wie etwa Dortmund oder die historische Provinzhauptstadt Münster, haben für ganz Westfalen zentrale Funktionen.

## Geschichte

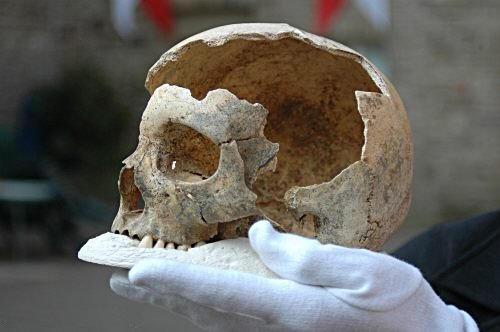
Schädel einer Steinzeitfrau, entdeckt im Jahr 2004 in einer Höhle bei Hagen-Hohenlimburg

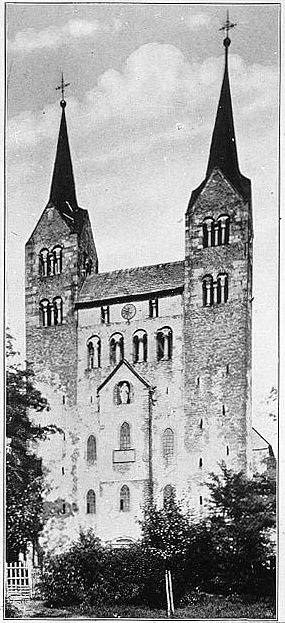
Klosterkirche Corvey

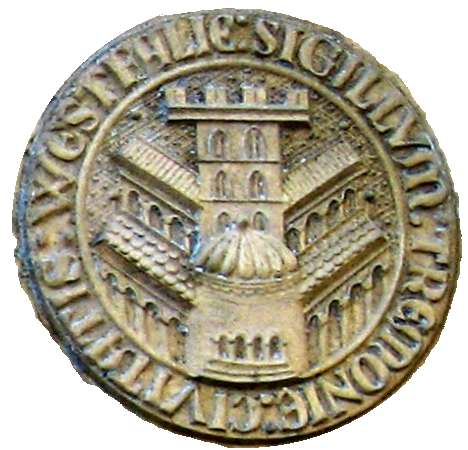
Mit den Worten SIGILLVM TREMONIE CIVITATIS WESTFALIE („Siegel Dortmunds, Stadt Westfalens“) umschrieb seit 1255 der Rat der Reichsstadt Dortmund sein Siegel.

### Vor- und Frühgeschichte
Westfalen ist eine alte Kulturlandschaft. Erste Spuren einer menschlichen Besiedlung sind von Neandertalern aus der Altsteinzeit bekannt. Aus der Mittelsteinzeit stammen die ältesten Skelettfunde von anatomisch modernen Menschen, deren Alter durch die C14-Methode (Radiokohlenstoffdatierung) auf mehr als 10.700 Jahre datiert wird. Die Jungsteinzeit ist mit besonders gut erhaltenen Skelettresten der Michelsberger Kultur belegt und mit Megalithanlagen der Trichterbecherkultur und der Wartberg-Kultur. Insgesamt finden sich die Reste oder Hinweise auf 15 Ganggräber und 17 Galeriegräber. Die während der Jungsteinzeit in Westfalen lebenden Menschen profitierten vom Bergbau auf Feuerstein und anderen Rohstoffen. Steinwerkzeuge und Rohstoffe wurden über weite Entfernungen transportiert.
In der Römerzeit war das Gebiet von germanischen und keltischen Stämmen besiedelt. Der Versuch, es unter die direkte Herrschafts Roms zu bringen, scheiterte 9 n. Chr. nach der Varusschlacht. Die gerade gegründeten römischen Siedlungen östlich des Rheins verfielen wieder, aber es gab weiterhin erhebliche Handelsbeziehungen zwischen den römischen Provinzen links des Rheins und den unabhängigen Germanen östlich. Bis weit ins heutige Niedersachsen wurden schwere römische Mahlsteine aus Eifelbasalt und edle römische Bronzegefäße gefunden. Einige der seit dem 3. oder 4. Jahrhundert auch zwischen Weser und Rhein siedelnden Sachsen verdingten sich sogar als Söldner in römischen Legionen.

### Frühmittelalter
Als historischer Begriff traten die Westfalen zuerst in den Reichsannalen Karls des Großen als Teilstamm der Sachsen hervor. In einem Jahrzehnte dauernden Krieg wurden die Sachsen und mit ihnen die Westfalen in den fränkischen Staat eingegliedert. Ein zentrales Mittel dazu war nach der militärischen Unterwerfung die Christianisierung des Landes durch Gründungen von Bistümern, Klöstern und Pfarrkirchen. Politisch wurde das Gebiet in Grafschaften eingeteilt, die überwiegend vom einheimischen Adel besetzt wurden. So wurde dem Besitzer der Grafschaft Lerigau, dem Grafen Heinrich I., im Jahr 955 der Titel eines Grafen von Westfalen verliehen. Sein Sohn Hermann I. gilt gesichert als Ahnherr der Grafen von Werl.
In dieser frühen Zeit war Westfalen als Siedlungsgebiet der „Westfalai“ ein einigermaßen klar abgegrenzter historischer Raum. Dies hat sich in den folgenden Jahrhunderten deutlich geändert. Westfalen war zwar bis 1180 ein Teil des alten Herzogtums Sachsen; aber die Macht der Herzöge gegenüber Grafschaften und anderen weltlichen und geistlichen Territorien nahm ab, zumal die meisten dieser Territorien selber reichsunmittelbar waren oder wurden. Mit der Zerschlagung des alten sächsischen Herzogtums wurden die Kölner Erzbischöfe nominell zwar „Herzöge von Westfalen“; ihre weltliche Macht in Westfalen beschränkte sich jedoch weitgehend auf das „Herzogtum Westfalen“, ein Gebiet im südlichen Teil Westfalens. Diese territoriale Zersplitterung bestimmte während des gesamten Mittelalters und der frühen Neuzeit den westfälischen Raum. Der Begriff „Westfalen“ wurde in dieser Zeit überwiegend im Hinblick auf die kulturellen und sprachlichen Gemeinsamkeiten gebraucht.
Für die Geschichte Westfalens wichtige Territorien waren die Hochstifte Münster, Paderborn und Minden und als Nebenländer des Kurkölner Staates das Herzogtum Westfalen und das Vest Recklinghausen. Unter den weltlichen Herrschaften ragen die Grafschaften Mark, Tecklenburg und Ravensberg hervor. Dazu entstanden im Mittelalter und in der frühen Neuzeit das später außerhalb der Provinz Westfalen gelegene Land Lippe, das Bistum Osnabrück, die Grafschaften Bentheim und Lingen und einige weitere Gebiete. Daneben gab es noch zahlreiche kleinere weltliche und geistliche Herrschaften, wie die Stifte Herford und Corvey, die Grafschaften Limburg, Steinfurt und Hoya sowie die Herrschaft Rheda.

### Hoch- und Spätmittelalter
Vor diesem territorial zersplitterten Hintergrund vollzog sich die politische Geschichte dieses Raumes während des Mittelalters und der frühen Neuzeit. Die zunächst starken Grafen von Werl-Arnsberg büßten gegen die vordringende Macht der Erzbischöfe von Köln einen erheblichen Teil ihres Einflusses ein, ehe dieses Gebiet durch Schenkung 1368 ganz an Köln fiel. Das Konkurrenzverhältnis zwischen dem Erzbistum Köln und der aufstrebenden Grafschaft Mark führte in der Schlacht von Worringen zu einer Schwächung Kölns. Seither hat es keine wirklich dominierende Kraft im westfälischen Raum mehr gegeben, und die Grenzen änderten sich, von Ausnahmen abgesehen, nur durch Erbteilung oder das Erlöschen eines adeligen Hauses.
Neben den adeligen und geistlichen Territorialherren wuchs seit dem Hochmittelalter die Bedeutung der Städte. Dortmund stieg zur freien Reichsstadt auf, und die Fürstbischöfe des Hochstifts Paderborn und des Hochstifts Münster mussten vor den selbstbewussten Bürgern ihrer Hauptstädte in Residenzen im Umland ausweichen. In der Soester Fehde erstritt sich Soest mit seiner Börde die Unabhängigkeit von Köln. Die bedeutenden Städte betrieben zunehmend eine eigenständige Politik, gingen Bündnisse untereinander ein und schlossen sich der Hanse an.

### Reformation, Konfessionalisierung und Dreißigjähriger Krieg

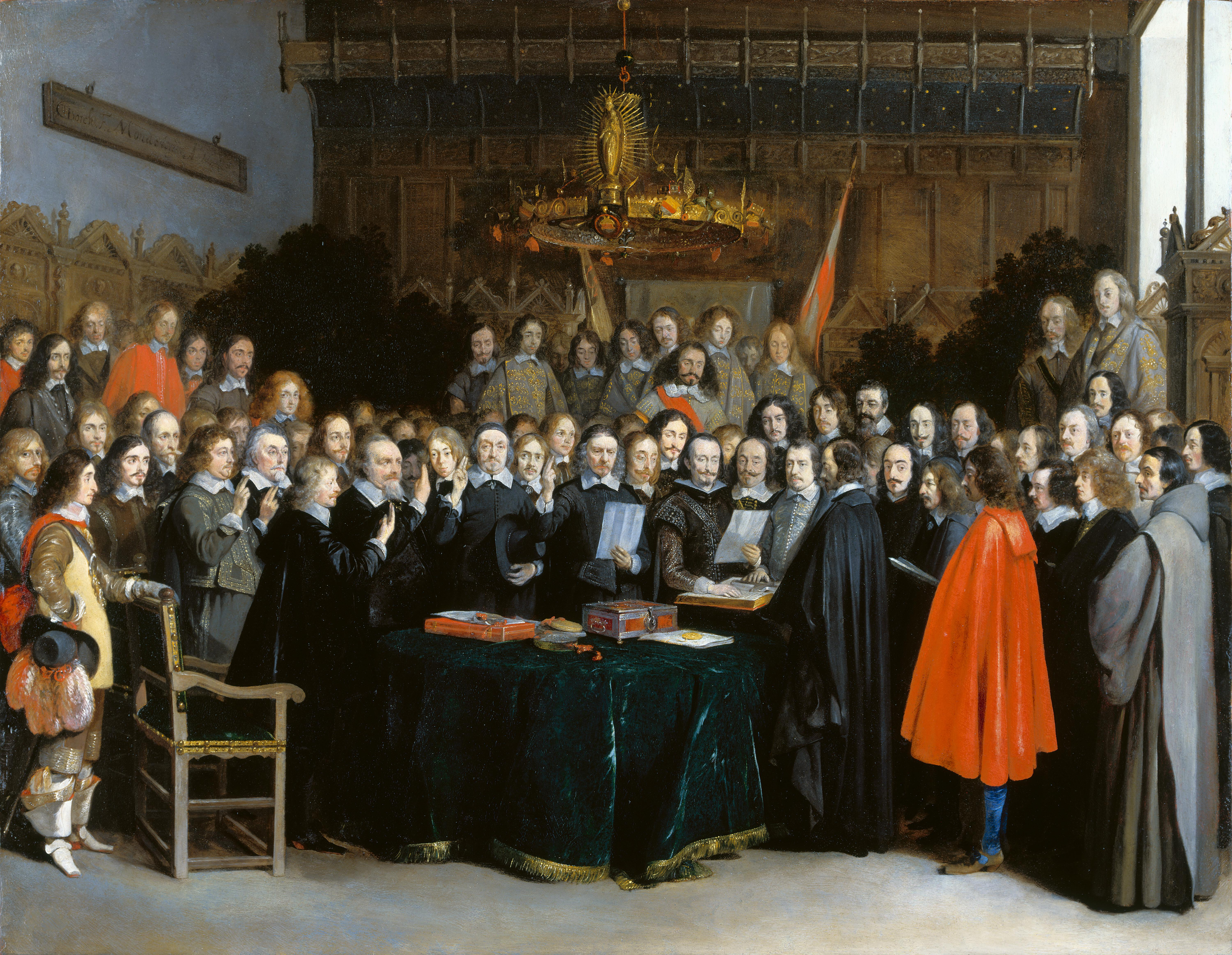
Gerard ter Borch: Der Friede von Münster (Vertragsschluss des Friedens von Münster am 15. Mai 1648)

Einen tiefen Einschnitt bedeutete für Westfalen die Reformation. Sie trat gewissermaßen als Fortsetzung der selbstbewussten Politik der spätmittelalterlichen Traditionen als Städtereformation auf, ehe es den Landesherren gelang, ihre religiöse Position entweder als Befürworter der Reformation oder der Gegenreformation durchzusetzen. Auf den ersten Blick ein Sonderfall der Reformation im gesamteuropäischen Rahmen war das endzeitliche Täuferreich in Münster. Schaut man genauer hin begann diese Entwicklung jedoch als ein klassisches – wenn auch radikalisiertes – Beispiel der Städtereformation und endete mit dem Sieg des Bischofs als Durchsetzung der fürstlichen Macht. Sieht man von der Reichsstadt Dortmund ab, zeigte der Verlauf der Reformation, dass nunmehr die Landesherren gegenüber den Städten in einer deutlich stärkeren Position waren und begannen – mit unterschiedlichem Erfolg – die Mitregierung der Stände zurückzudrängen.
Die Reformation führte auf längere Sicht zu einer tiefgreifenden bis heute nachwirkenden konfessionellen und kulturellen Spaltung zwischen dem protestantischen und dem katholischen Westfalen. Während des Dreißigjährigen Krieges wurden auch Teile Westfalens von den direkten und indirekten Kriegsfolgen betroffen. Die Siege und Niederlagen der jeweiligen Seiten lösten einander ab. Aber unabhängig von der Konfession hatte die Bevölkerung unter Kontributionen, Plünderungen und Seuchen zu leiden. Der westfälische Doppelfriede von Münster und Osnabrück beendete den Krieg. Der Friedenskongress war ein europäisches Ereignis ersten Ranges. Der erste Erfolg war der Friede von Münster zwischen den Niederlanden und Spanien, der den 80-jährigen Freiheitskampf der Niederländer beendete.

### Westfalen im 18. Jahrhundert

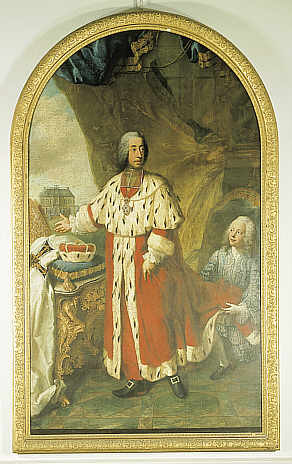
Clemens August I., von 1723 bis 1761 Kurfürst von Köln, Bischof von Münster, Paderborn, Osnabrück und Hildesheim

Grundsätzlich änderte sich aber am Gegensatz zwischen Katholiken und Protestanten kaum etwas. Durch Erbschaft war das Kurfürstentum Brandenburg inzwischen zur dominierenden Kraft im protestantischen Lager Westfalens aufgestiegen und besaß neben der Grafschaft Mark auch die Herrschaft über das ehemalige Bistum Minden und die Grafschaft Ravensberg. Während es Brandenburg-Preußen mehr oder weniger gelang, den absoluten Herrschaftsanspruch des Kurfürsten beziehungsweise Königs durchzusetzen, blieb dieser Versuch in den katholischen geistlichen Gebieten zumeist erfolglos, und die Stände konnten ihr Mitspracherecht weitgehend bewahren. Dies hatte im 18. Jahrhundert erhebliche Folgen für die Modernisierungsbemühungen. Während in den preußischen Gebieten etwa die Wirtschaftsförderung „von oben“ erfolgreich war, scheiterten viele entsprechende Ansätze im Zeichen der Aufklärung im katholischen Westfalen nicht selten an den jeweiligen ständischen Interessen. Auch im 18. Jahrhundert blieb Westfalen etwa im Siebenjährigen Krieg nicht von den allgemeinen politischen Entwicklungen verschont.
Allerdings kam es im 18. Jahrhundert wirtschaftlich in verschiedenen Teilen Westfalens zu einem beträchtlichen Wirtschaftsaufschwung. In Minden-Ravensberg nahm die Bedeutung der heimgewerblichen, protoindustriellen Textilindustrie erheblich zu. Im südlichen Westfalen und im Siegerland belebte sich die, durch den Dreißigjährigen Krieg in die Krise geratene, Eisenproduktion und -verarbeitung. Während diese Entwicklung die aus verschiedenen Gründen wachsende landlose und landarme Bevölkerung zumindest notdürftig ernähren konnte, nahm in den agrarischen Gebieten des Münster- und Paderbornerlandes die Suche nach auswärtigen Verdienstmöglichkeiten zu.
Im Bildungsbereich dagegen hatte die katholische Aufklärung im Hochstift Münster eine weitreichende Ausstrahlung. Dort kam es zu keiner starken Polarisierung zwischen Religion und Aufklärung. Dialog, Öffnung und politische, persönliche sowie religiöse Toleranz waren die herrschenden Ideen des Hochstifts. Etwa 1770 formierte sich der Münstersche Kreis im Hause der Fürstin Amalie von Gallitzin. In ihrem Salon trafen sich Männer wie der Schulreformer Bernhard Heinrich Overberg, die Brüder Droste zu Vischering, Johann Georg Hamann, Graf Friedrich Leopold zu Stolberg-Stolberg und der Dichter und Jurist Anton Matthias Sprickmann, die Eltern der Dichterin Annette von Droste-Hülshoff sowie der niederländische Philosoph Frans Hemsterhuis. Sie suchten nach der Synthese ihres Glaubens mit den neuen philosophisch-pädagogischen Strömungen der Zeit und versuchten dabei traditionellen Katholizismus, aufgeklärten Weltverbesserungsgeist und frühromantische Sensibilität zu verbinden. Treibende Kraft des Kreises war Franz Freiherr von Fürstenberg (1729–1810). Er gehörte dem Domkapitel von Münster und Paderborn an und übernahm 1763 das Amt des ersten Ministers, das er nach 17 Jahren wieder abtreten musste. Zum Koadjutor wurde 1780 nicht Fürstenberg, sondern Erzherzog Maximilian Franz von Österreich gewählt, der 1784 auch Erzbischof von Köln und zugleich Fürstbischof von Münster wurde. Fürstenberg erhielt seine Entlassung als Minister, behielt aber bis 1807 das Generalvikariat und die Leitung des Schulwesens. Nach dem Siebenjährigen Krieg engagierte er sich stark für den Wiederaufbau der Stadt, schuf neue Verwaltungsstrukturen und führte eine Reform des Gesundheitswesens sowie des Bibliotheks-, Druckerei- und Verlagswesens durch. Als Mitglied des Münsterschen Kreises galt sein erstes Interesse dem Bildungswesen. 1776 wurde im Hochstift die von ihm erarbeitete Schulordnung erlassen, außerdem erschienen eine Philosophie der Erziehung sowie ein Plan für einzelne Fächer. Diese Schulordnung machte ihn in ganz Deutschland bekannt. Zudem bemühte er sich um die Ausbildung der Lehrer. Auf sein Betreiben gingen 1776 die Gründung des Priesterseminars Münster und 1780 der Universität Münster zurück.

### Ende des Alten Reiches und Königreich Westphalen
Einen tiefgreifenden Bruch mit der seit dem frühen Mittelalter entstandenen territorialen Struktur bedeutete die Aufhebung der geistlichen Staaten im Zuge des Reichsdeputationshauptschlusses. Sofern diese Gebiete nicht an Preußen fielen, wurden mit ihnen meist landfremde Fürsten abgefunden, die durch französische Annexionen im Rheinland ihren bisherigen Besitz verloren hatten. Hierzu zählen insbesondere das Fürstentum Salm, das die Gebiete der früheren münsterschen Ämter Bocholt und Ahaus, der früheren Grafschaft Anholt und der früheren Herrschaft Gemen umschloss, und das Herzogtum Arenberg-Meppen, das unter anderem das früher kurkölnische Vest Recklinghausen erhielt. Das 1807 entstandene napoleonische „Königreich Westphalen“ griff zwar auf den Namen zurück, umfasste aber nur wenige als westfälisch geltende Gebiete.

### Provinz Westfalen

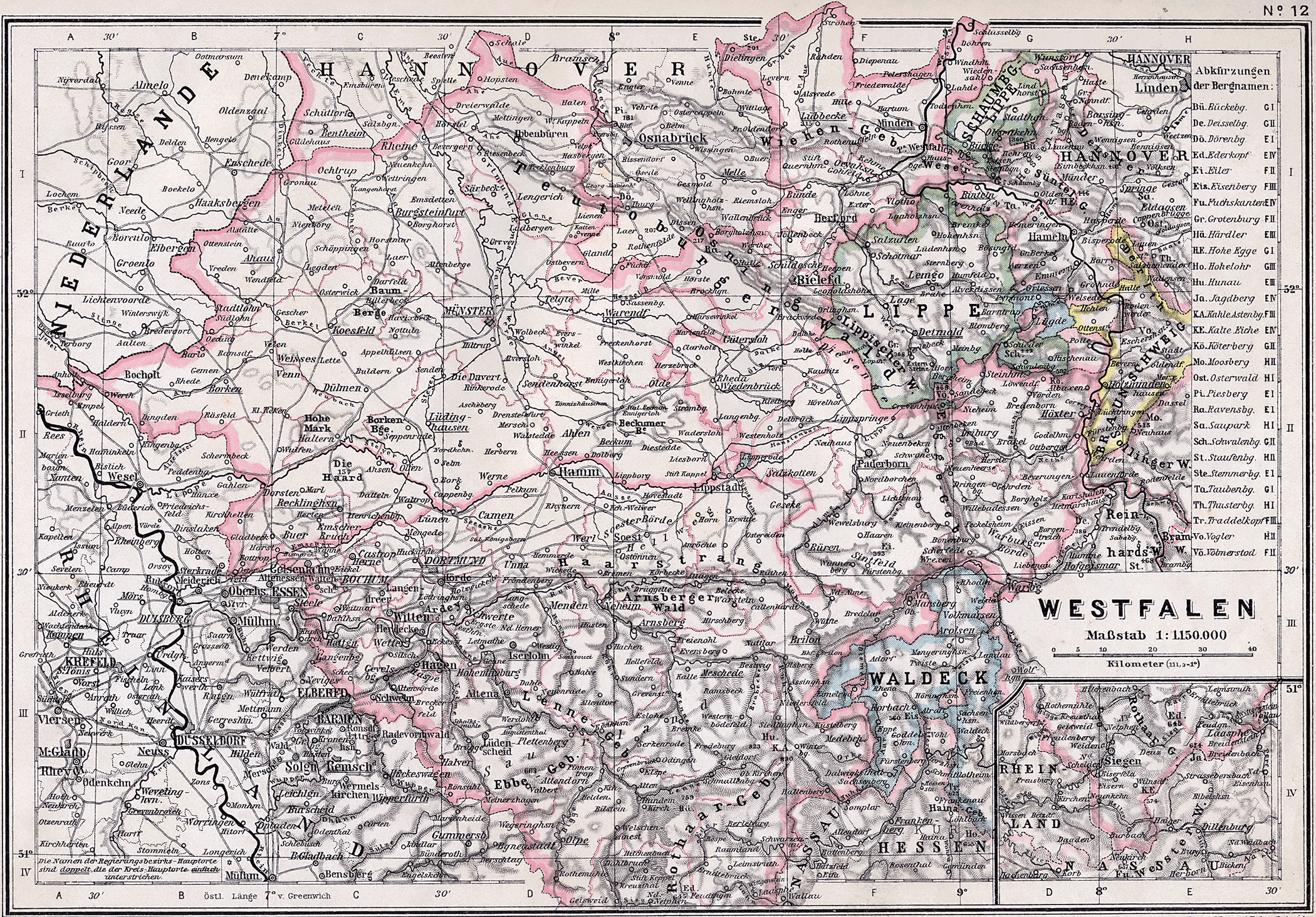
Die Provinz Westfalen (1905)

Flagge der Provinz Westfalen

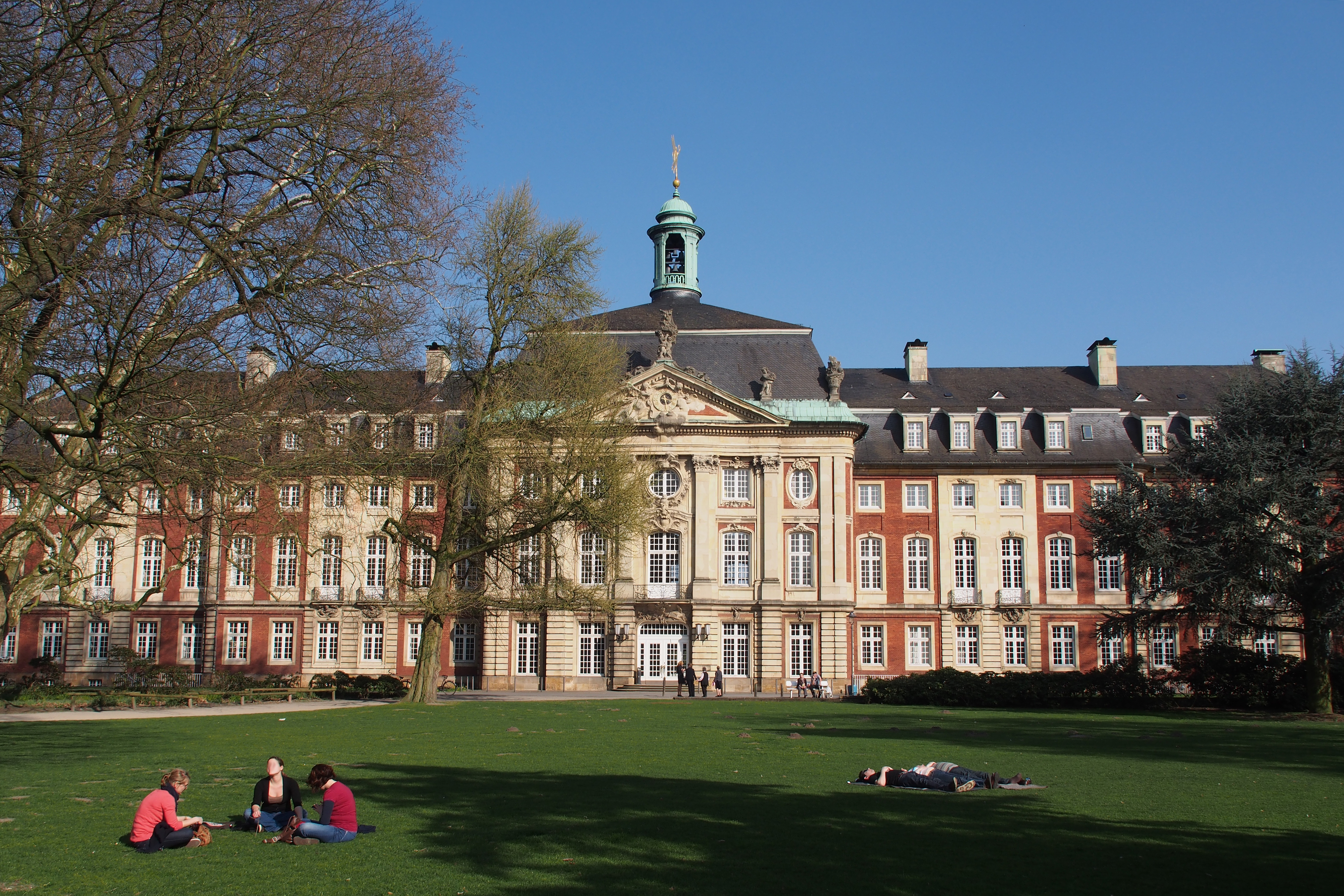
Schloss Münster, Sitz des Oberpräsidenten der Provinz Westfalen

Erst mit der preußischen Provinz Westfalen entstand – als Folge des Wiener Kongresses – seit 1815/16 ein einheitliches politisches Gebilde. Wie der heutige Landesteil von Nordrhein-Westfalen war die Provinz deutlich kleiner als das „kulturelle Westfalen“ der frühen Neuzeit.
Als preußische Provinz Westfalen waren von 1816 bis 1946 erstmals ein großer Teil der westfälischen Territorien Teil einer politischen Einheit. Die Provinzhauptstadt und Sitz des Oberpräsidenten war Münster. Die neue Provinz umfasste im Wesentlichen die bereits vor 1800 zu Preußen gehörigen Gebietsteile Minden, die Grafschaften Mark und Ravensberg, Tecklenburg sowie die nach 1803 an Preußen gelangten Hochstifte Münster und Paderborn sowie einige kleinere Herrschaften, darunter die Grafschaft Limburg an der Lenne. 1815 wurden somit auch jene westfälischen Gebiete preußische Provinz Westfalen, die Frankreich 1810 annektiert, aber schon kurz nach der Völkerschlacht von Leipzig (1813) wieder aufgegeben hatte, etwa das Fürstentum Salm und der Südteil des Herzogtums Arenberg (Vest Recklinghausen). 1815 wurden ferner die nördlichen und östlichen Gebiete des Großherzogtums Berg Teile der preußischen Provinz Westfalen. Im Jahr 1816 kam noch das Herzogtum Westfalen hinzu, das 1803 der Landgrafschaft Hessen-Darmstadt zugeordnet worden war. 1817 kamen das an Preußen gefallene Fürstentum Nassau-Siegen sowie die beiden Fürstentümer Sayn-Wittgenstein-Berleburg und Sayn-Wittgenstein-Hohenstein an den Regierungsbezirk Arnsberg und somit in die preußische Provinz Westfalen.
Die Provinz Westfalen bestand aus einem nahezu geschlossenen Gebiet und war verwaltungsmäßig in die Regierungsbezirke Arnsberg, Minden und Münster gegliedert. 1816 wurde der Landkreis Essen in die Rheinprovinz ausgegliedert. 1851 und auch während der Weimarer Republik wurden die Grenzen der Provinz geringfügig verändert.
Vor diesem Hintergrund entwickelte sich im 19. und 20. Jahrhundert – gefördert auch von den Landesbehörden – stärker als zuvor ein westfälisches Selbstverständnis. Dieses stand dabei aber stets in Konkurrenz mit dem Nationalstaat, den regionalen und lokalen Traditionen. Einige der nicht in die preußische Provinz eingegliederten Territorien, die lange zum westfälischen Kulturraum gehört hatten, blieben unabhängige Teile des Deutschen Bundes und bildeten wie die Länder Oldenburg und Lippe eigene Bundesstaaten des Deutschen Reiches nach 1871. In ihnen nahm die Identifikation mit Westfalen im 19. und 20. Jahrhundert ab, stattdessen entwickelte sich ein teilweise starkes eigenständiges Landesbewusstsein.

Harkorts Fabrik in den Ruinen der Burg Wetter

Damit waren neben protestantischen auch katholische Gebiete in der neuen Provinz vereint. Vor allem die Integration des katholischen Westfalens stellte die preußischen Behörden vor erhebliche Herausforderungen. Für die Fernwirkung der konfessionellen Spaltung spricht bis weit ins 20. Jahrhundert hinein eine sehr unterschiedliche politische Kultur in den protestantischen und katholischen Gebieten.
Geprägt wurde die Entwicklung der Provinz während der industriellen Revolution und der Hochindustrialisierung des 19. Jahrhunderts vom industriellen Aufstieg des westfälischen Ruhrgebiets und der damit einhergehenden Differenz zwischen Stadt und Land. Im 20. Jahrhundert lässt sich nur noch ansatzweise von einer eigenständigen westfälischen Geschichte sprechen, da die Entwicklung in diesem Gebiet vor allem die Vorgänge in Deutschland insgesamt widerspiegelt.

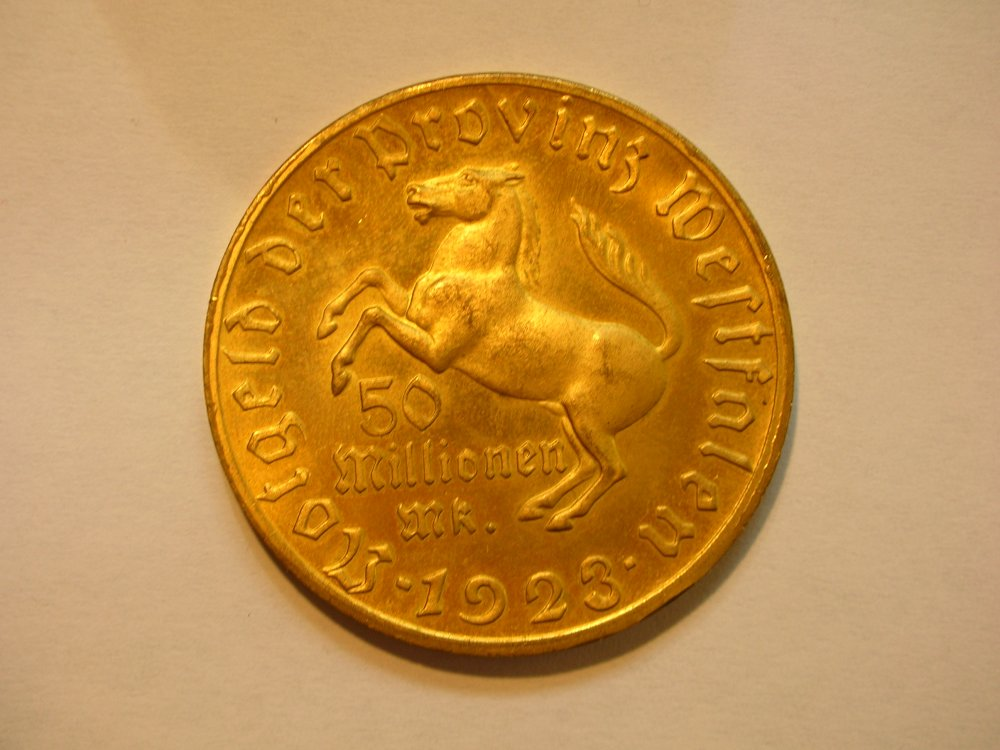
Inflations-Notgeld: Kursmünze über 50 Millionen Mark, Westfalen 1923

Inflation, Ruhrkampf oder große Auseinandersetzungen zwischen Arbeitgebern oder Arbeitnehmern wie der Ruhreisenstreit sowie die Folgen der Weltwirtschaftskrise betrafen während der Weimarer Republik nicht zuletzt auch die Industriegebiete Westfalens. Während der Zeit des Nationalsozialismus wurde die Provinz politisch gleichgeschaltet und führte kein nennenswertes Eigenleben mehr. Wie in ganz Deutschland wurden Regimegegner und jüdische Einwohner verfolgt und Behinderte getötet. Während des Zweiten Weltkriegs wurden auch aus Westfalen Juden in die Vernichtungslager transportiert. Vor allem in der zweiten Kriegshälfte wurde die Provinz Ziel von alliierten Bombenangriffen und in den letzten Kriegsmonaten auch Schauplatz von Bodenkämpfen.
Nach dem Ende des Zweiten Weltkriegs wurde die Provinz Westfalen ein Teil der Britischen Besatzungszone. Die Niederlande beanspruchten als Reparationsleistung die Abtretung eines Streifens südöstlich der deutsch-niederländischen Grenze (siehe Hauptartikel Niederländische Annexionspläne nach dem Zweiten Weltkrieg). Entsprechende Forderungen wurden erst auf der Londoner Deutschland-Konferenz am 26. März 1949 weitestgehend ad acta gelegt. Der spätere erste Ministerpräsident des neu gegründeten Landes Niedersachsen, Hinrich Wilhelm Kopf, forderte in einer Denkschrift vom April 1946 den Einbezug der westfälischen Kreise Minden, Lübbecke, Tecklenburg, Bielefeld, Herford und Halle (Westf.) in das neue Land Niedersachsen.
Die britische Militärregierung erklärte am 23. August 1946 das Land Preußen für aufgelöst und gründete am selben Tag das neue Land Nordrhein-Westfalen. Die ehemalige Provinz Westfalen wurde vollständig in dieses neue Land übergeführt, das mit dem Beitritt des Landes Lippe 1947 seine heutige Gestalt bekam.

## Politik und Verwaltung

### Westfalen als Landesteil des Landes Nordrhein-Westfalen
Nach dem Zweiten Weltkrieg wurde die Provinz Westfalen mit ihren Regierungsbezirken Arnsberg, Minden und Münster zunächst Teil der Britischen Besatzungszone und durch die Verordnung Nr. 46 der Militärregierung vom 23. August 1946 Betreffend die Auflösung der Provinzen des Landes Preußen in der Britischen Zone und ihre Neubildung als selbständige Länder mit dem Nordteil der Preußischen Rheinprovinz zum Land Nordrhein-Westfalen vereinigt. Das Land Preußen wurde ein halbes Jahr später formell aufgelöst. (Siehe auch: Kontrollratsgesetz Nr. 46)
Mit dem Beitritt des Landes Lippe 1947 nach Nordrhein-Westfalen wurde der nur westfälische Territorien umfassende Regierungsbezirk Minden mit dem Gebiet des ehemaligen Freistaates zum neuen Regierungsbezirk Minden-Lippe mit Sitz in Detmold vereinigt und am 2. Juni 1947 umbenannt in Regierungsbezirk Detmold.
Westfalen ist damit einer der drei Teile des Landes Nordrhein-Westfalen. Landeshauptstadt und damit Sitz des Landtags und der Landesregierung ist das rheinische Düsseldorf; der Verfassungsgerichtshof für das Land Nordrhein-Westfalen und das Oberverwaltungsgericht des Landes sind in der ehemaligen westfälischen Provinzhauptstadt Münster ansässig.

### Der Landschaftsverband Westfalen-Lippe
Die Kreise und kreisfreien Städte der Landesteile Westfalen und Lippe sind mit gleichen Rechten und Pflichten im Landschaftsverband Westfalen-Lippe (LWL) zusammengeschlossen. Die Kreistage und Stadtparlamente wählen ihre Vertreter in die Landschaftsversammlung, das so genannte Westfalenparlament, die wiederum den Direktor des Landschaftsverbandes als Hauptverwaltungsbeamten sowie den Ersten Landesrat und die weiteren Landesräte als Fachdezernenten wählt, Grundsatzangelegenheiten entscheidet und den Haushalt verabschiedet.
Der Landschaftsverband nimmt auf der Ebene der staatlichen Mittelinstanz im Rahmen der kommunalen Selbstverwaltung regionale Aufgaben wahr. Sie reichen von der Sorge für behinderte Menschen, dem Betrieb von Kliniken und Schulen bis zur Förderung der Kultur und zum Betrieb von Museen in beiden Landesteilen. Dem Landschaftsverband unterstehen unter anderem das Westfälische Archivamt, das Westfälische Museumsamt sowie das Westfälische Amt für Denkmalpflege. Der Betrieb von Verkehrsunternehmungen wurde der Westfälischen Verkehrsgesellschaft mbH übertragen.
Vorläufer des Landschaftsverbands Westfalen-Lippe war der 1886 geschaffene Provinzialverband der preußischen Provinz Westfalen, dessen Verfassung weitgehend der des heutigen Landschaftsverbands entsprach.

### Regierungsbezirke und Kreise
Der Landesteil Westfalen gliedert sich heute in die Regierungsbezirke
- Arnsberg
- Detmold
- Münster

Zusammen haben diese Regierungsbezirke und damit im Wesentlichen die Region Westfalen 8.260.917 Einwohner (31. Dezember 2019).
Der Regierungsbezirk Detmold beinhaltet neben dem Gebiet des ehemaligen Regierungsbezirks Minden, Teil der preußischen Provinz Westfalen auch das Gebiet des ehemaligen Landes Lippe (im Wesentlichen der heutige Kreis Lippe). Lippe wird heute als eigenständiger Landesteil nicht zu Westfalen gezählt. Der komplette Regierungsbezirk wird daher meist als Ostwestfalen-Lippe bezeichnet.
Die historische Entwicklung der Verwaltungsstruktur wird in den Artikeln zu den einzelnen Regierungsbezirken ausführlich beschrieben. Die Regierungsbezirke, Kreise und kreisfreien Städte sind in der folgenden Tabelle zusammengestellt.
| Kreis                                           | Verwaltungssitz | Fläche (km²) | Einwohner      | Bemerkungen |
| Regierungsbezirk Arnsberg                       |                 |              |                | |
| Ennepe-Ruhr-Kreis                               | Schwelm         | 408          | 324.106 (2019) | am 1. August 1929 aus dem Kreis Schwelm und großen Teilen des Landkreises Hagen und des Kreises Hattingen gebildet, am 1. Januar 1975 bei Gebietsabtretungen an die Stadt Hagen um die kreisfreie Stadt Witten vergrößert |
| Hochsauerlandkreis                              | Meschede        | 1.959        | 259.777 (2019) | am 1. Januar 1975 aus dem Kreis Brilon, großen Teilen der Kreise Arnsberg und Meschede und kleinen Teilen der Kreise Büren und Wittgenstein neu gebildet |
| Märkischer Kreis                                | Lüdenscheid     | 1.059        | 410.222 (2019) | am 1. Januar 1975 aus der kreisfreien Stadt Iserlohn, dem Kreis Lüdenscheid, großen Teilen des Kreises Iserlohn und kleinen Teilen des Kreises Arnsberg neu gebildet |
| Kreis Olpe                                      | Olpe            | 710          | 133.955 (2019) | am 1. Juli 1969 um kleine Teile des Landkreises Meschede vergrößert |
| Kreis Siegen-Wittgenstein                       | Siegen          | 1.132        | 276.944 (2019) | ab dem 1. Januar 1984, vorher Kreis Siegen |
| Kreis Soest                                     | Soest           | 1.327        | 301.785 (2019) | am 1. Juli 1969 um kleine Teile des Landkreises Beckum und am 1. Januar 1975 um kleine Teile der Kreise Arnsberg, Beckum und Büren sowie um das Gebiet des Kreises Lippstadt, in den am 1. Oktober 1949 die bis dahin lippischen Exklaven Lipperode und Cappel aufgenommen worden waren, erweitert |
| Kreis Unna                                      | Unna            | 543          | 394.891 (2019) | am 17. Oktober 1930 durch Umbenennung des Landkreises Hamm entstanden, am 1. Januar 1975 bei Gebietsabtretungen an die Stadt Hamm um die kreisfreie Stadt Lünen und Teile der Kreise Iserlohn und Lüdinghausen vergrößert |
| Stadt                                           | Bochum          | 145          | 365.587 (2019) | ab dem 24. Mai 1876 mit Vergrößerungen des Stadtgebietes am 1. April 1904, 1. April 1926, 1. August 1929 und am 1. Januar 1975 (kreisfreie Stadt Wattenscheid) |
| Stadt                                           | Dortmund        | 280          | 588.250 (2019) | ab dem 15. Februar 1875 mit Vergrößerungen des Stadtgebietes am 1. April 1905, 10. Juni 1914, 1. April 1918, 1. April 1928 (kreisfreie Stadt Hörde und große Teile des Landkreises Dortmund), 1. August 1929 (große Teile des Landkreises Hörde) und 1. Januar 1975 (kleine Teile des Kreises Iserlohn) |
| Stadt                                           | Hagen           | 160          | 188.686 (2019) | ab dem 1. April 1887 mit Vergrößerungen des Stadtgebietes am 1. April 1901, 1. August 1929 und 1. Januar 1975 (Teile des Kreises Iserlohn) |
| Stadt                                           | Hamm            | 226          | 179.916 (2019) | ab dem 1. April 1901 aus dem Kreis Hamm ausgeschieden, mit Vergrößerungen des Stadtgebietes am 1. April 1939 (kleine Teile des Amtes Rhynern), am 1. Januar 1968 (kleine Teile des Landkreises Unna) und am 1. Januar 1975 (Teile der Kreise Beckum, Lüdinghausen und Unna) |
| Stadt                                           | Herne           | 51           | 156.449 (2019) | ab dem 1. Juli 1906 mit Vergrößerungen des Stadtgebietes am 1. April 1908, 1. April 1926, 1. April 1928, 1. August 1929 und 1. Januar 1975 (kreisfreie Stadt Wanne-Eickel) |
| Regierungsbezirk Detmold                        |                 |              |                | |
| Kreis Gütersloh                                 | Gütersloh       | 967          | 364.938 (2019) | am 1. Januar 1973 aus dem Kreis Wiedenbrück, großen Teilen des Kreises Halle (Westf.) und kleinen Teilen des Kreises Bielefeld neu gebildet, am 1. Januar 1975 um kleine Teile des Kreises Warendorf vergrößert |
| Kreis Herford                                   | Herford         | 450          | 250.578 (2019) | am 1. Januar 1969 um die bisher kreisfreie Stadt Herford und am 1. Januar 1973 um Teile des Kreises Minden bei Abtretung eines kleinen Gebiets an den neuen Kreis Minden-Lübbecke vergrößert |
| Kreis Höxter                                    | Höxter          | 1.200        | 140.251 (2019) | am 1. Januar 1970 Eingliederung der lippischen Exklave Grevenhagen aus dem Kreis Detmold im Tausch gegen die Stadt Lügde (eigene Exklave) sowie Feldrom und Kempen, am 1. Januar 1975 um den Kreis Warburg vergrößert |
| Kreis Minden-Lübbecke                           | Minden          | 1.152        | 310.409 (2019) | am 1. Januar 1973 aus dem Kreis Lübbecke, großen Teilen des Kreises Minden und kleinen Teilen des Kreises Herford neu gebildet |
| Kreis Paderborn                                 | Paderborn       | 1.245        | 307.839 (2019) | am 1. Januar 1970 Gebietsabtretungen an den Kreis Bielefeld, am 1. Januar 1975 um große Teile des Kreises Büren vergrößert |
| Stadt                                           | Bielefeld       | 259          | 334.195 (2019) | ab dem 1. Oktober 1878 mit Vergrößerungen des Stadtgebietes am 1. April 1900, 31. Januar 1907, 1. Oktober 1930, 31. Dezember 1961, 1. Januar 1965 und 1. Januar 1973 (Teile des Landkreises, ab dem 1. Oktober 1969 Kreises Bielefeld) |
| Kreis Lippe (eigenständiger Landesteil von NRW) | Detmold         | 1.246        | 347.514 (2019) | 1934 Eingliederung bisher kreisfreier Städte in die beiden 1932 gebildeten Landkreise Detmold und Lemgo des Landes Lippe, 1947 Übernahme beider Landkreise in das Land NRW, am 1. Januar 1970 Gebietstausch mit dem Kreis Höxter, der die Stadt Lügde sowie Feldrom und Kempen abgab und die lippische Exklave Grevenhagen übernahm, 1973 Vereinigung der beiden lippischen Kreise zum Kreis Lippe                                                                           |
| Regierungsbezirk Münster                        |                 |              |                | |
| Kreis Borken                                    | Borken          | 1.419        | 371.339 (2019) | am 1. Januar 1975 bei Abtretungen an den Kreis Wesel um den Kreis Ahaus, die kreisfreie Stadt Bocholt und kleine Teile der Kreise Coesfeld, Recklinghausen und Rees vergrößert |
| Kreis Coesfeld                                  | Coesfeld        | 1.110        | 220.586 (2019) | am 1. Januar 1975 bei Gebietsabtretungen an den Kreis Borken um große Teile des Kreises Lüdinghausen und kleinere Teile des Kreises Münster vergrößert |
| Kreis Recklinghausen                            | Recklinghausen  | 760          | 614.137 (2019) | am 1. Januar 1975 bei Gebietsabtretungen an die kreisfreie Stadt Bottrop und die Kreise Borken und Wesel um die kreisfreien Städte Castrop-Rauxel, Recklinghausen und am 1. Juli 1976 Gladbeck vergrößert |
| Kreis Steinfurt                                 | Steinfurt       | 1.791        | 448.220 (2019) | am 1. Januar 1975 um den Kreis Tecklenburg und Teile des Kreises Münster vergrößert |
| Kreis Warendorf                                 | Warendorf       | 1.319        | 277.840 (2019) | am 1. Januar 1975 bei Gebietsabtretungen an den Kreis Gütersloh um große Teile des Kreises Beckum und kleine Teile der Kreise Lüdinghausen und Münster vergrößert |
| Stadt                                           | Bottrop         | 101          | 117.565 (2019) | ab dem 1. Januar 1921 mit Vergrößerung des Stadtgebietes am 1. Juli 1976 (kleiner Teil des Kreises Recklinghausen), nachdem die am 1. Januar 1975 erfolgte Fusion mit der kreisfreien Stadt Gladbeck zum 6. Dezember 1975 gerichtlich aufgehoben worden ist |
| Stadt                                           | Gelsenkirchen   | 105          | 259.645 (2019) | ab dem 1. April 1897 mit Vergrößerungen des Stadtgebietes am 1. April 1903 und am 1. April 1926, bis zum 31. März 1928 im Regierungsbezirk Arnsberg, am 1. April 1928 um die kreisfreie Stadt Buer und einen kleinen Teil des Landkreises Recklinghausen vergrößert, in „Gelsenkirchen-Buer“ umbenannt und in den Regierungsbezirk Münster gewechselt, ab 21. Mai 1930 wieder „Gelsenkirchen“, am 1. Januar 1975 um einen kleinen Teil des Kreises Recklinghausen vergrößert |
| Stadt                                           | Münster         | 303          | 315.293 (2019) | mit Vergrößerungen des Stadtgebietes am 1. Januar 1875, 1. April 1903 und 1. Januar 1975 (Teile des Landkreises, 1975 Kreises Münster) |

Zur Gebietsentwicklung der Gemeinden seit 1858 siehe auch:
- Liste der Gemeinden Westfalens A–E
- Liste der Gemeinden Westfalens F–K
- Liste der Gemeinden Westfalens L–R
- Liste der Gemeinden Westfalens S–Z

### Zukünftige Entwicklung
Schon in den 1920er Jahren wurde angedacht, dem Ruhrgebiet einen eigenen Regierungsbezirk zu geben, und ähnlich wieder in den 1980er Jahren (siehe Regionalverband Ruhr). Die Aufteilung der heutigen Regierungsbezirke stammt im Wesentlichen aus dem 19. Jahrhundert, und auch die Landschaftsverbände (die es in dieser Form nur in Nordrhein-Westfalen gibt) waren umstritten. Nach den Vorstellungen der schwarz-gelben Landesregierung unter Jürgen Rüttgers sollte es in Zukunft nur noch drei Regierungsbezirke (oder Regionalverbände) namens Rheinland, Westfalen und Ruhrgebiet geben.
Die Umsetzung dieser Idee stieß allerdings vor allem in Westfalen, aber auch am Niederrhein auf Protest, da hier die Angst umgeht, dass das starke Rheinland und das gewichtige Ruhrgebiet westfälische Interessen in der Landespolitik verdrängen könnten. Es ging die Angst vor „Restfalen“ um. Auch in Lippe regte sich Widerstand, da die Planungen auch staatsrechtliche Fragen berühren, da sowohl der betroffene Regierungsbezirk Detmold als auch der Landesverband Lippe im Rahmen des Beitrittes des ehemaligen Freistaates Lippe nach Nordrhein-Westfalen 1947 in den Lippischen Punktationen mit klaren Zusagen an Lippe geregelt wurden. Diese Diskussion war mit dem Koalitionsvertrag der rot-grünen Landesregierung unter Hannelore Kraft vorerst beendet.

## Kultur

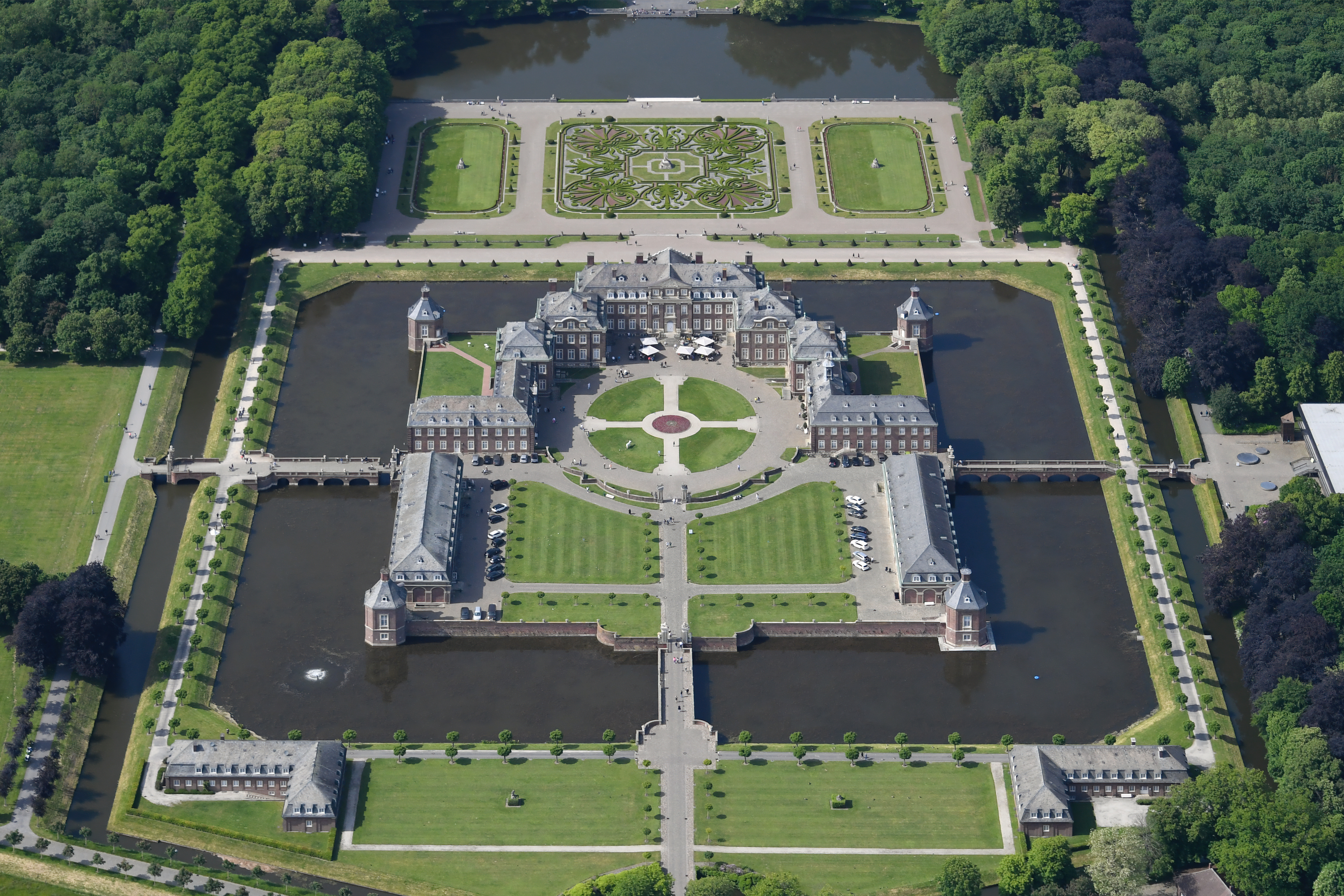
Schloss Nordkirchen

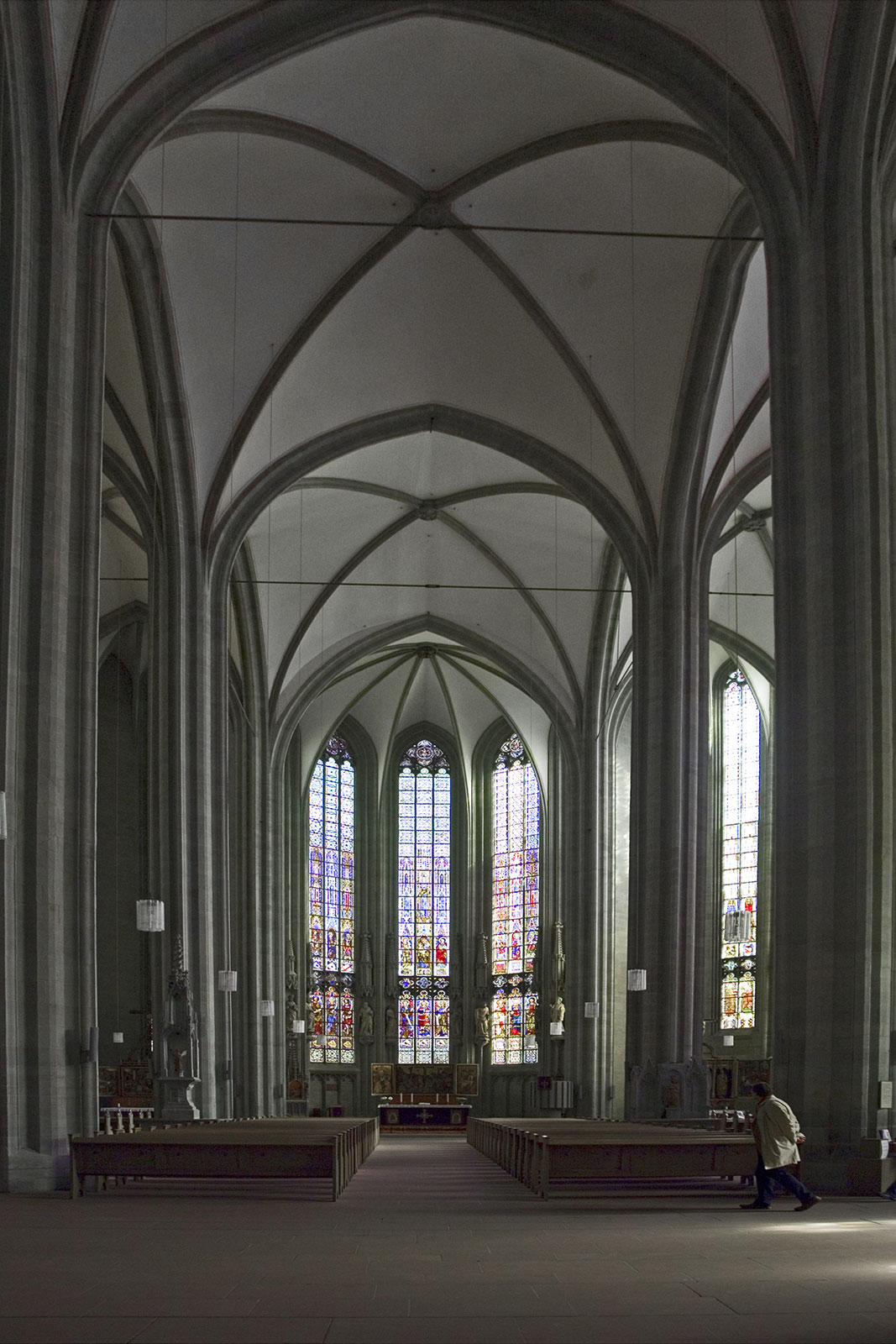
Mittelschiff der Soester Wiesenkirche

Die Kultur in Westfalen ist so vielfältig wie die Region selbst. Der Pflege des Brauchtums haben sich vor allem zahlreiche Heimatvereine verschrieben, die im Westfälischen Heimatbund zusammengeschlossen sind. Gesetzlich mit der Pflege westfälischer Kultur beauftragt ist der Landschaftsverband Westfalen-Lippe (LWL). Er engagiert sich mit dem Ziel, das kulturelle Erbe Westfalen-Lippes zu bewahren, zu erforschen und der Öffentlichkeit zugänglich zu machen. Die Arbeit der LWL-Kultur wird von den politischen Gremien des LWL, insbesondere dem Kulturausschuss, begleitet. Der Förderung junger westfälischer Kultur widmet sich die Gesellschaft zur Förderung westfälischer Kultur (GWK). Sie fördert herausragende junge Künstler in den Bereichen Kunst, Klassische/Neue Musik und Literatur.

### Architektur und bildende Kunst

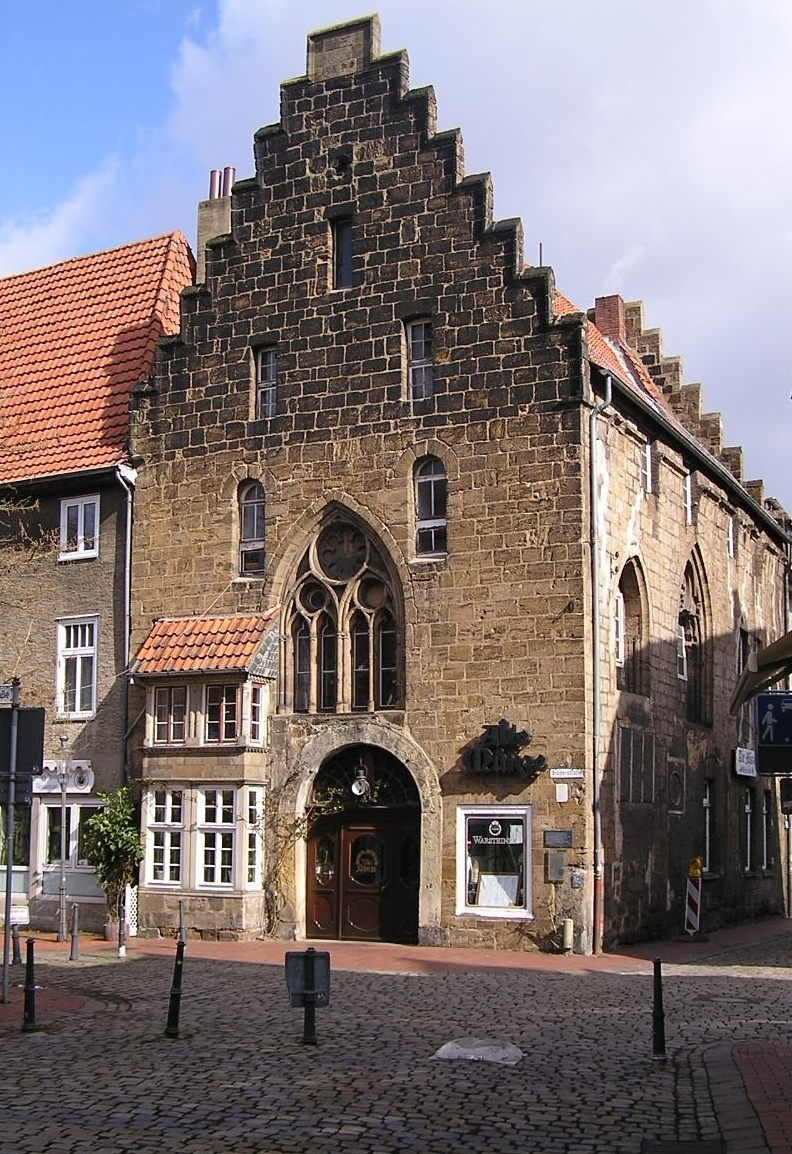
Alte Münze in Minden

Aus karolingischer Zeit sind in Westfalen einige Beispiele der Baukunst von überregionalem Rang erhalten. Dazu gehört etwa das Westwerk des Klosters Corvey (873–885). Aus ottonischer Zeit bemerkenswert ist die Bartholemäuskapelle in Paderborn. Wichtige Beispiele für den gotischen Stil sind die Dome in Minden und Paderborn. Hochgotisch (nach 1377) ist die Soester Wiesenkirche. Besondere Beispiele von Profanbauten, die auf diese Zeit zurückgehen, sind die, im Kern romanische, Alte Münze in Minden, mit schmuckvollen gotischen Fenstern, die als das älteste Steinhaus Westfalens gilt, und das spätgotische Rathaus in Münster, dessen Giebel nach dem Zweiten Weltkrieg rekonstruiert wurde. Beispiele der im östlichen Westfalen anzutreffenden Weserrenaissance sind die Schlösser in Paderborn-Neuhaus und Brake. Bürgerlichen Bauwillen dieser Zeit repräsentieren die Rathäuser in Bocholt, Lemgo und Paderborn, aber auch Bürgerhäuser, wie sie zum Beispiel in Lemgo zahlreich erhalten sind. Bildhauer wie Heinrich und Gerhard Gröninger standen in Westfalen am Übergang zum Barock. Europäischen Rang beanspruchen einige Barockbauwerke in Westfalen. Dazu zählt insbesondere die Clemenskirche, der Erbdrostenhof (1753–1757) und das Schloss (1767–1773) des Architekten Johann Conrad Schlaun in Münster. Das Schloss Nordkirchen (1703–1734), die Dominikanerkirche in Münster und die Jesuitenkirche in Büren sind weitere Höhepunkte der Barockarchitektur in Westfalen.
Der frühe Klassizismus ist etwa in Schloss Hüffe, Schloss Harkotten-Korf, Haus Stapel oder dem Druffelschen Hof in Münster repräsentiert. Der an Karl Friedrich Schinkel orientierte Klassizismus der nachfolgenden Jahrzehnte des 19. Jahrhunderts hat zum Beispiel in Arnsberg stadtbildprägende Kraft entfaltet. Nach der Mitte des Jahrhunderts dominierten Architekturen im Stil des Historismus. Kirchenbauten entstanden vor allem im Stil von Neoromanik und Neogotik. Diese Zeit war auch eine Hochzeit der Denkmale. Dazu zählen etwa das Hermannsdenkmal und das Kaiser-Wilhelm-Denkmal an der Porta Westfalica. Um 1900 erreichte der Jugendstil Westfalen, der ebenfalls einzelne Werke von überregionaler Bedeutung schuf. Karl Ernst Osthaus holte Henry van de Velde nach Hagen und begann mit der Sammlung moderner Kunst. Aus Westfalen stammten Künstler des frühen 20. Jahrhunderts wie August Macke oder Wilhelm Morgner.
Nach dem Zweiten Weltkrieg versuchten einige Künstler rasch wieder Anschluss an die europäische Entwicklung zu finden („Westfälische Sezession 1945“ in Hagen). In den 1950er Jahren fand auch die Architektur wieder Anschluss an die internationale Entwicklung. Der Theaterneubau 1956 in Münster wurde von der Fachwelt als „befreiender Donnerschlag“ gefeiert. Drei Jahre darauf setzte das Haus des Musiktheaters im Revier in Gelsenkirchen neue Maßstäbe in der Nachkriegsarchitektur. Anerkennung fand in den 1960er Jahren die Kunsthalle in Bielefeld (1968). Einen eindrucksvollen Gegensatz zu den heroischen Denkmälern des 19. Jahrhunderts stellt das 1960 von dem Hagener Künstler Karel Niestrath und dem Dortmunder Architekten Will Schwarz geschaffene Mahnmal Bittermark in Dortmund zum Gedächtnis an die Ermordeten des Naziregimes dar.

### Museen
Westfalen hat eine vielgestaltige Museums- und Ausstellungslandschaft. Neben zahlreichen Lokal- und Regionalmuseen gibt es einige Einrichtungen mit einem gesamtwestfälischen Anspruch. Der Landschaftsverband Westfalen-Lippe (LWL) ist im kulturellen Bereich in erster Linie im Bereich des Museumswesens tätig. Von ihm getragen wird unter anderem das dezentrale LWL-Industriemuseum, das an acht verschiedenen Standorten Einblicke in die Industriekultur Westfalens bietet. Das LWL-Freilichtmuseum Hagen ist eine Sammlung historischer Produktionsstätten vorwiegend aus vorindustrieller Zeit. Mit einem vergleichbaren Konzept konzentriert sich das LWL-Freilichtmuseum Detmold auf die ländliche Kulturlandschaft. Einen anschaulichen geschichtlichen Überblick über das Bauernwesen im Münsterland bietet das Mühlenhof-Freilichtmuseum Münster. Das Westfälische Pferdemuseum im Allwetterzoo Münster zeigt die Natur- und Kulturgeschichte des Pferdes im „Pferdeland Westfalen“, einer Region, die wie kaum eine andere in Deutschland geprägt ist durch Pferdezucht und -haltung.
Das LWL-Landesmuseum für Kunst und Kulturgeschichte in Münster ist von seinem Selbstverständnis her das zentrale Kunstmuseum Westfalens, mit einem diesen Regionalbezug ausdrückenden Sammlungsschwerpunkt. Bedeutende Sammlungen moderner und zeitgenössischer Kunst in Westfalen besitzen das Dortmunder Museum Ostwall und, als Neugründung von 2005, das MARTa Herford.
Das LWL-Museum für Archäologie in Herne ist das archäologische Landesmuseum Westfalens. Hier finden sich die wichtigsten Funde und Fundorte aus der 250.000-jährigen Menschheitsgeschichte der Region, während das LWL-Römermuseum in Haltern sich mit der römischen Okkupationszeit beschäftigt. Das Paderborner Museum in der Kaiserpfalz zeigt zahlreiche Funde aus karolingischer und ottonischer Zeit sowie die Ergebnisse der Paderborner Stadtarchäologie.
Neben den vom Landschaftsverband betriebenen Landesmuseen gibt es weitere Einrichtungen mit gesamtwestfälischem Anspruch und teilweise auch gesamtdeutschem Auftrag; dazu gehört unter anderem das Jüdische Museum in Dorsten. Im Deutschen Bergbau-Museum in Bochum wird auch die bedeutende Bergbauvergangenheit und -gegenwart Westfalens dokumentiert. In Dortmund sind die DASA – Arbeitswelt Ausstellung und das Deutsche Fußballmuseum beheimatet.
Das Heinz Nixdorf MuseumsForum in Paderborn ist das größte Computermuseum der Welt mit zusätzlich wechselnden Ausstellungen in den Bereichen Technik und IT.

### Theater

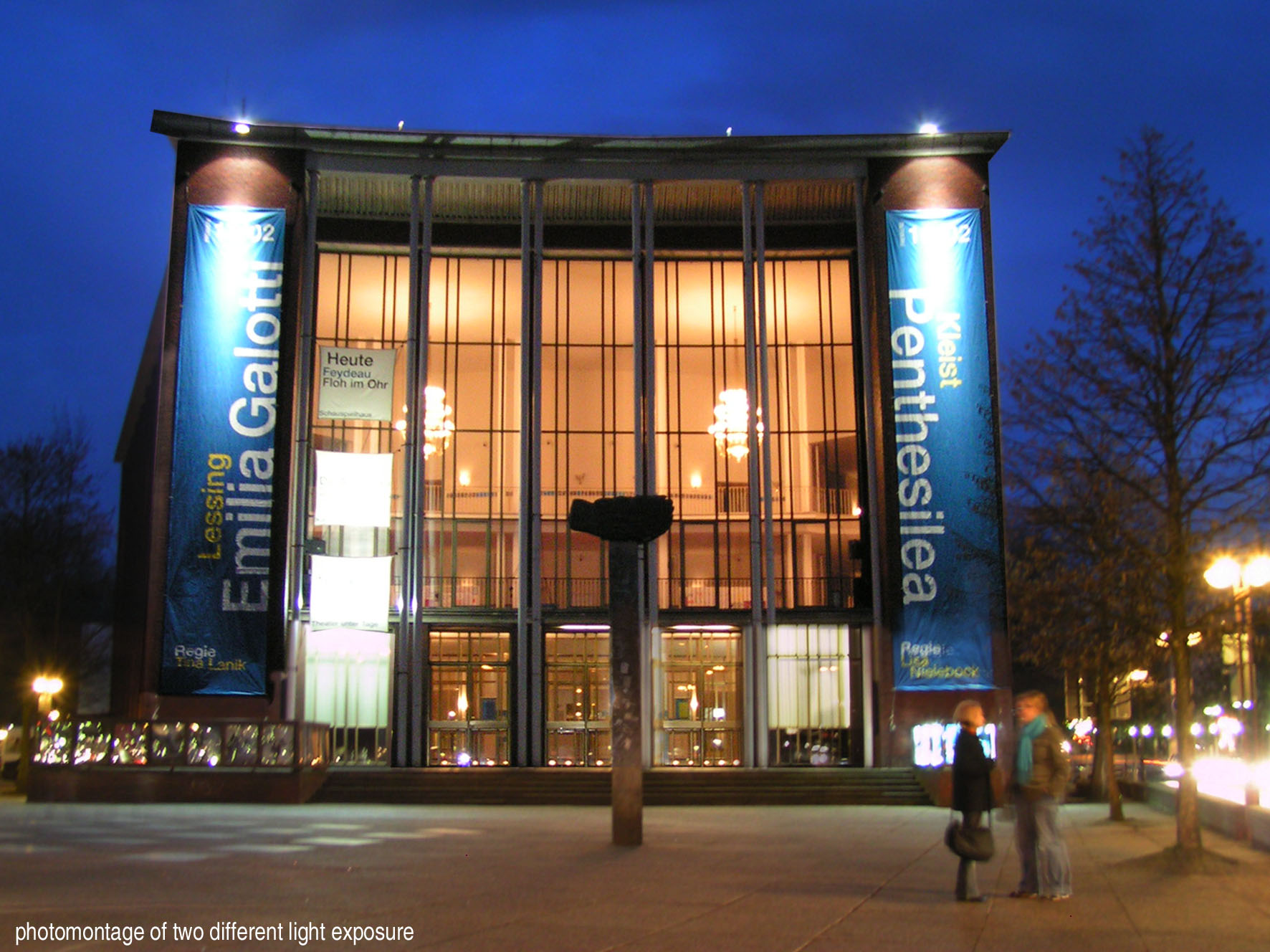
Das Schauspielhaus Bochum ist eine der wichtigsten deutschsprachigen Bühnen.

In Westfalen ist mit dem Schauspielhaus Bochum eine der bedeutendsten deutschen Sprechbühnen beheimatet. Traditionell existiert eine enge Verbindung zur Schauspielschule Bochum, einem Zweig der Folkwang Universität der Künste, vormals Westfälische Schauspielschule Bochum. Das heutige Schauspielhaus wurde im Herbst 1953 als einer der ersten Theaterneubauten der Bundesrepublik Deutschland eingeweiht. Auch die anderen regionalen Zentren unterhalten eigene Spielstätten. Das 1904 gegründete Theater Dortmund spielt heute in einem modernen Haus aus den 1960er Jahren und bietet die Sparten Musiktheater/Oper, Ballett, Schauspiel, Konzert sowie Kinder- und Jugendtheater. Die Städtischen Bühnen Münster konnten für ihr Vierspartentheater 1956 einen Neubau beziehen und eine seit 1774 währende Theatertradition fortsetzen. Das Theater Bielefeld kann bis heute seine 1904 errichtete Bühne bespielen. In Paderborn unterhalten die Westfälischen Kammerspiele ein Ensemble. Die Sparte des Musiktheaters vertreten das Theater Hagen und das Gelsenkirchener Musiktheater im Revier.
Das Westfälische Landestheater (WLT) hat seinen Sitz in Castrop-Rauxel und gibt zahlreiche Gastspiele auf anderen Bühnen der Region. Das Landestheater verfügt über ein Kinder- und Jugendtheater als eigene Sparte. Ähnliche Aufgaben erfüllt das Lippische Landestheater in Detmold, das neben seinem Stammhaus auf Bühnen in ganz Westfalen und Niedersachsen mit allen drei Sparten gastiert.
Einen besonderen Aspekt der Kultur Westfalens repräsentieren die vielen niederdeutschen Kleintheater, auch niederdeutsche Bühnen genannt. Insbesondere im Münsterland sind sie weit verbreitet und werden von der einheimischen Bevölkerung gern besucht. Die zumeist aus Laienschauspielern bestehenden Bühnen führen ihre Theaterstücke ausschließlich im einheimischen westfälischen („plattdüütschen“) Dialekt vor.
Daneben gibt es eine größere Zahl von Freilichtbühnen wie die Freilichtbühne Herdringen oder die Waldbühne Heessen in Hamm, die zu den meistbesuchten Freilichtbühnen Deutschlands gehört.
Die Festspiele Balver Höhle konnten 2007 auf eine 85-jährige Tradition zurückblicken.

### Planetarien und Planetenwanderwege

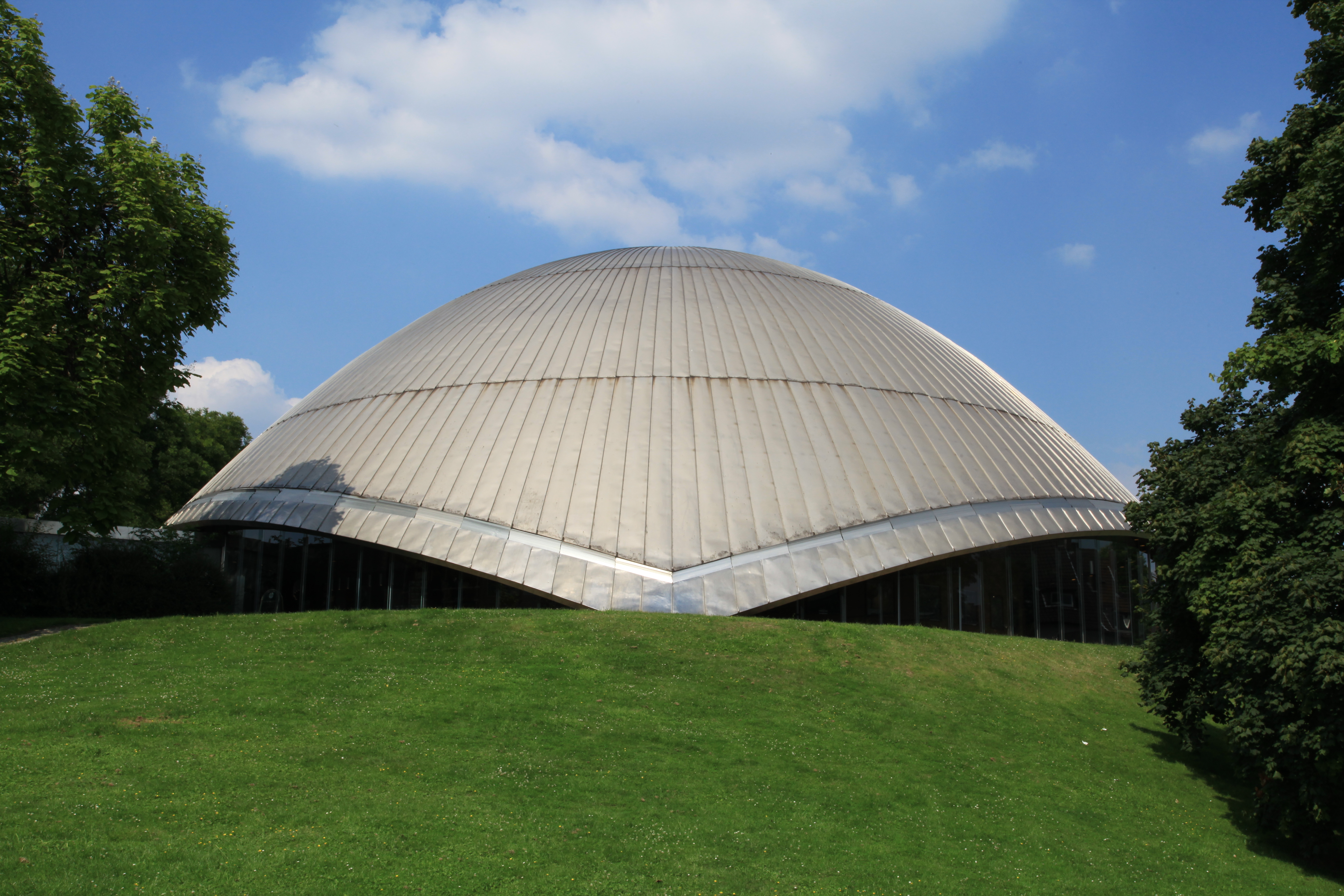
Planetarium Bochum

In Westfalen befinden sich zwei Großplanetarien. In Bochum erhebt sich seit den 1960er Jahren der silberne Kuppelbau des Zeiss-Planetariums Bochum. Ein weiteres Sternentheater ist dem LWL-Museum für Naturkunde in Münster angegliedert, das vom Landschaftsverband Westfalen-Lippe unterhalten wird.
Je ein Kleinplanetarium unterhalten die Sternwarte Herne und die Westfälische Volkssternwarte in Recklinghausen. Außerdem gibt es einige Planetenwanderwege, so zum Beispiel in Bad Lippspringe (6 km, gefördert durch die Planetariumsgesellschaft Ostwestfalen-Lippe) und in Minden.

## Bevölkerung

### Bevölkerungsentwicklung
Für die Entwicklung während der Industrialisierung siehe Provinz Westfalen.
Nach dem Zweiten Weltkrieg lebten auf dem Gebiet Westfalens zunächst weniger Menschen als 1939, aber bereits bis 1950 wurden diese Verluste weitgehend ausgeglichen. Besonders gelitten hatten die Großstädte unter den Kriegseinwirkungen. In Dortmund oder Bochum waren die Einbußen auch 1950 noch nicht wieder ausgeglichen. Zum Wachstum der Bevölkerung hat zunächst nicht zuletzt die Zuwanderung von Flüchtlingen und Vertriebenen aus den ehemaligen ostdeutschen Gebieten und der späteren DDR beigetragen. Neben der direkten Zuwanderung spielte bis 1961 die Abwanderung ehemaliger Flüchtlinge und Vertriebener aus den damals agrarischen Bundesländern Schleswig-Holstein oder Bayern eine Rolle. Nach dem Mauerbau der DDR nahm auch in Westfalen – vor allem in den Industriegebieten – die Zuwanderung ausländischer Arbeitskräfte und ihrer Familien zu. In Hagen und Herne lag der Ausländeranteil 1987 bei 9 %, in Bielefeld, Dortmund und Hamm bei 8 %. Vor allem im Zusammenhang mit der Krise der Montanindustrie verloren die Großstädte für die Binnenwanderung an Attraktivität, vielmehr nahmen in Westfalen vor allem die Zahlen in mittleren und kleineren Gemeinden zu.

### Konfessionen und Religionen
Trotz Wanderungsbewegungen ist die Religionsverteilung noch immer durch den Prozess der Konfessionalisierung während der Reformation und Gegenreformation geprägt. In den Gebieten, in denen vor 1803 geistliche Herrschaften bestanden (vor allem das kurkölnische Westfalen, die Hochstifte Paderborn und Münster), ist ein überwiegender Teil der Einwohner katholisch. In den protestantisch gewordenen weltlichen Fürstentümern (zum Beispiel Grafschaft Mark, Fürstentum Minden, Grafschaft Ravensberg, Grafschaft Tecklenburg und Grafschaft Wittgenstein) und der Landschaft Siegerland überwiegt die protestantische Konfession.
Während die Katholiken Westfalens heute meist zum Erzbistum Paderborn, zum Bistum Münster oder zum Ruhrbistum Essen gehören, besteht für die Protestanten des Landesteils eine westfälische Landeskirche mit Sitz in Bielefeld.
Vor allem seit dem 19. Jahrhundert gab es in zahlreichen Städten und sogar in einer Reihe von Landgemeinden eine jüdische Minderheit, die 1925 etwa 22.000 Personen (Provinz Westfalen und Land Lippe) umfasste. Durch die nationalsozialistische Judenvernichtung schrumpfte diese Zahl auf etwa 700, stieg aber bis 2006 auf etwa 7100 an.
Durch Zuwanderung vor allem türkischer Migranten stieg seit den 1960er Jahren die Zahl der Muslime in zahlreichen westfälischen Städten deutlich an. Hinzu kommen Anhänger von Freikirchen und anderen Glaubensgemeinschaften.
In den letzten Jahrzehnten nahm die Zahl der Konfessionslosen deutlich zu.

### Dialekte
Vom Mittelalter bis zum Ende des 16. Jahrhunderts wurden in Westfalen altsächsische bzw. mittelniederdeutsche Dialekte gesprochen.
Bis Mitte des 20. Jahrhunderts wurden überwiegend westfälische Dialekte des Niederdeutschen gesprochen. Das Niederdeutsche, auch Plattdeutsch, ist eine eigene Sprache, die sich vom Hochdeutschen vor allem lautlich und grammatisch stark unterscheidet. Die westfälischen Dialekte werden zur niedersächsischen Sprachgemeinschaft gezählt, im Gegensatz zu Mundarten am Niederrhein, die als niederfränkisch oder westmitteldeutsch klassifiziert werden.
Als Verkehrssprache der Hanse war das Niederdeutsche allgemeine Umgangssprache in Westfalen, bis es als Schriftsprache vom Hochdeutschen verdrängt wurde. Während in den ländlichen Teilen Westfalens das so genannte Plattdeutsche im 19. und frühen 20. Jahrhundert noch alleinige Sprache vor allem der ländlichen westfälischen Bevölkerung war (die verachteten städtischen Bildungsbürger sprachen zumeist Hochdeutsch), kam es im westfälischen Ruhrgebiet zu einer etwas anderen Entwicklung. 
Im Gegensatz zu den Großstädten und dem Sonderfall Ruhrgebiet hat sich das Niederdeutsche in manchen ländlichen Gebieten Westfalens, insbesondere im Münsterland und im Sauerland, noch bis in die zweite Hälfte des 20. Jahrhunderts als dominierende Umgangssprache gehalten. Erst durch die zunehmende Mobilität und den Einfluss der Medien wurde es rasch zurückgedrängt. Ältere Bevölkerungsgruppen (über 65 Jahre) sprechen zwar oftmals noch miteinander Plattdeutsch, als allgemeine Umgangssprache wird das Niederdeutsche jedoch nur noch wenig gebraucht. Die westfälischen Generationen, die mit Plattdeutsch als alleiniger Muttersprache aufgewachsen sind und Hochdeutsch erst in der Schule gelernt haben, sind bis zum Anfang des 21. Jahrhunderts zumeist verstorben.
Nicht zur niederdeutschen Sprachgemeinschaft gehört der südlichste Kreis Westfalens, der Kreis Siegen-Wittgenstein, der südlich der Benrather Linie, der Grenze zwischen dem niederdeutschen und dem mitteldeutschen Sprachgebiet, liegt. Hier wurden schon immer westmitteldeutsche Dialekte gesprochen: im Siegerland das moselfränkische Siegerländer Platt und im Wittgensteiner Land ein oberhessischer Dialekt. Beide Mundarten haben aber auch niederdeutsche Sprachelemente übernommen.

## Infrastruktur

### Historische Verkehrswege
Westfalen ist schon seit vorrömisch-germanischer Zeit durch Fernstraßen und Wasserwege erschlossen. Ein vom schiffbaren Rhein nach Osten verlaufender Hellweg ist seit über 5000 Jahren nachzuweisen. Er war im Mittelalter Heeresstraße und Durchgangsstraße für den Fernhandel. Nach ihm ist die Hellwegregion benannt. An seiner Strecke liegen Dortmund, Unna, Werl, Soest, Erwitte, Geseke, Salzkotten und Paderborn in Entfernungen von etwa 15 km, was im Mittelalter einer Tagesreise einer Gruppe von Fernhändlern entsprach. Von Paderborn gab es Verbindungen nach Osten. Bei Erwitte kreuzte ein von Mainz nach Lübeck führender Handelsweg den Hellweg, der die westfälischen Städte Siegen und Minden an der schiffbaren Weser verband. Er führte über Meschede und Herford. Südlich des Hellwegs bildete die sogenannte Heidenstraße eine rund 500 km langer Heer- und Handelsstraße, die auf einem direkten Weg von Leipzig durch Südwestfalen nach Köln führte. Befestigte Straßen (Chausseen) wurden nach der Römerzeit erst wieder seit dem Ende des 18. Jahrhunderts in den preußischen Teilen Westfalens gebaut.
Von Bedeutung für Westfalen war die Schifffahrt außerhalb Westfalens auf dem Rhein und am östlichen Rand Westfalens auf der Weser. Vor der Stauregelung der Flüsse war die Schifffahrt immer wieder behindert und hatte auf den kleineren Flüssen Westfalens nur begrenzte Bedeutung. Seit 1780 war die Ruhr etwa bis Langschede schiffbar. Erheblichen Umfang hatte seitdem auch die Ruhrschifffahrt, die vorwiegend Kohle beförderte. Die Lippe spielte als Wasserstraße lange Zeit nur eine untergeordnete Rolle. Erst zu Beginn des 19. Jahrhunderts haben Schleusen dies geändert. Daneben war die Ems etwa bis Greven befahrbar.
1847 wurde die west-östlich vom Rhein zur Weser verlaufende Köln-Mindener Eisenbahnstrecke vollendet, die dem mit der Industrialisierung einhergehenden erhöhten Transportbedarf gerecht wurde. Sie eröffnete einen Zugang über die Weser zur Nordsee und umging die Rheinzölle der Niederländer. Die Trasse führt nördlich des Ruhrgebiets durch Wanne, Herne, Dortmund, Hamm, Rheda, Bielefeld, Herford nach Minden. Zwei Jahre später wurde das Industriegebiet des Bergischen Landes durch die Bergisch-Märkische Eisenbahnstrecke angeschlossen. Die Trasse verläuft von Elberfeld über Schwelm, Hagen, Wetter und Witten nach Dortmund.

### Verkehrsgemeinschaften und Verkehrsverbünde
Für den öffentlichen Straßenpersonennahverkehr (ÖSPV) sind die Kreise und kreisfreien Städte Aufgabenträger; die Planung und Organisation des öffentlichen Schienenpersonennahverkehrs (SPNV) obliegt dem Land Nordrhein-Westfalen, das regionale Zweckverbände damit beauftragt hat. Ziele sind einheitliche Tarife und Fahrscheine und ein abgestimmter Fahrplan. Die Verkehrsunternehmen arbeiten in Verkehrsgemeinschaften bzw. Verkehrsverbünden zusammen. Auf westfälischem Gebiet gibt es seit dem 1. August 2017 den WestfalenTarif mit einzelnen regionalen Untertarifen (inklusive Lippe, ohne Teile des westfälischen Ruhrgebiets). Der Verkehrsverbund Rhein-Ruhr (VRR) umfasst neben einem niederrheinischen Teil auch Teile des westfälischen Ruhrgebiets.

### Straßennetz

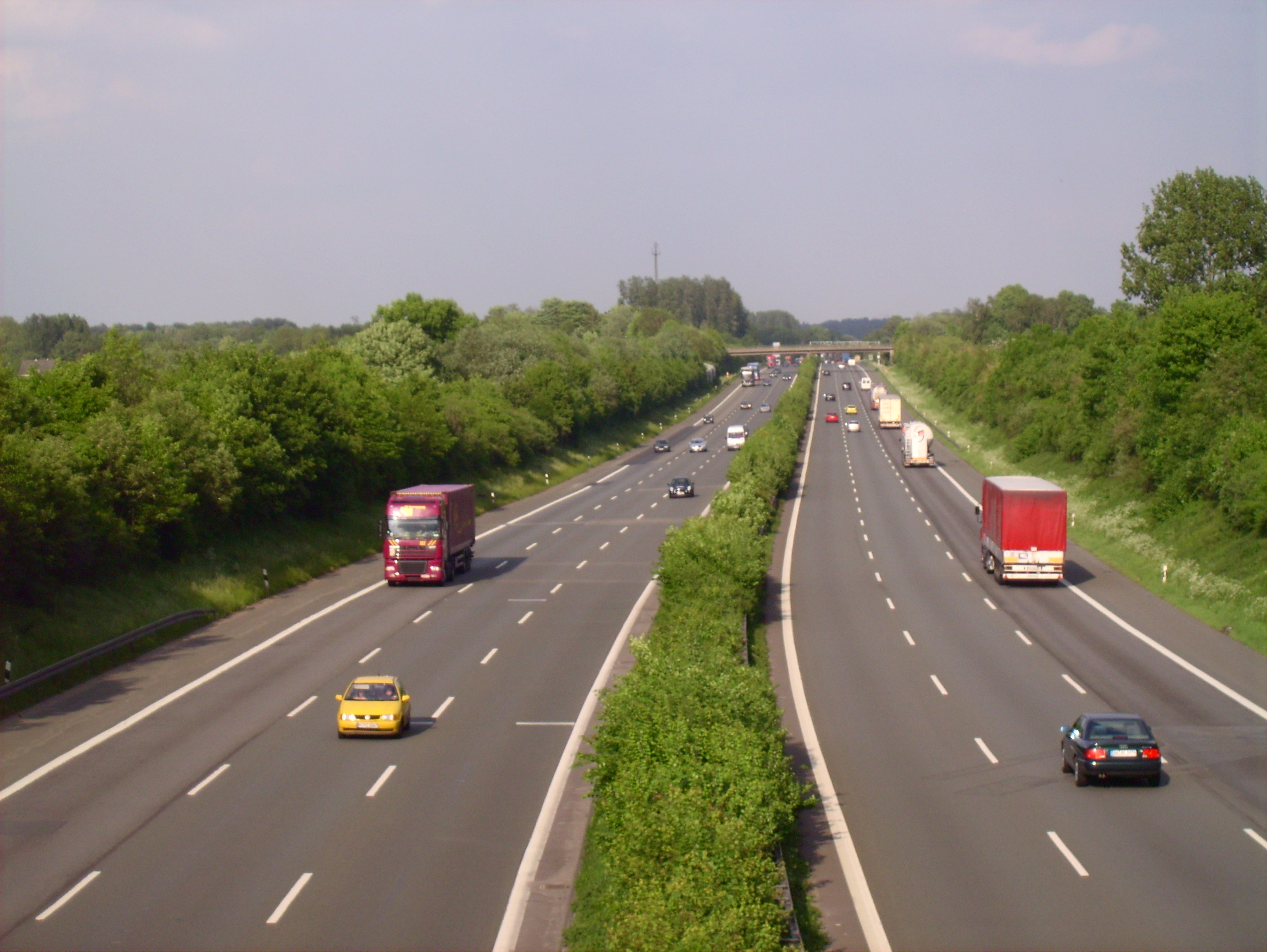
Die A2 in Höhe Lünen mit Blick nach Osten

Von Westen nach Osten, vom Rhein zur Elbe und weiter nach Berlin, führt die Bundesautobahn 2 (A 2). Sie verbindet die Metropolregionen Rhein-Ruhr, Hannover-Braunschweig-Göttingen und Berlin/Brandenburg miteinander. Die A 2 verläuft am Nordrand des Ruhrgebiets, durch das südliche Münsterland, Ostwestfalen und das Weserbergland und gehört zu den am stärksten frequentierten Autobahnen Deutschlands. Bottrop, Gladbeck, Gelsenkirchen, Herten, Recklinghausen, Castrop-Rauxel, Dortmund, Lünen, Bergkamen, Kamen, Hamm, Beckum, Oelde, Rheda-Wiedenbrück, Gütersloh, Bielefeld, Herford, Vlotho und Bad Oeynhausen liegen an ihrer Strecke. Bei Porta Westfalica verlässt sie Westfalen in Richtung Hannover.
Die wichtigste Nord-Süd-Straßenverbindung ist die Bundesautobahn 1 (A 1) von Oldenburg in Holstein über Lübeck, Bremen, Hamburg nach Saarbrücken, von Lübeck bis zum Ruhrgebiet auch als Hansalinie bekannt. Sie verbindet die Ballungsräume Bremen-Oldenburg und Hamburg mit Westfalen. Die Hansalinie überquert den Teutoburger Wald, verläuft durch die Westfälische Bucht, das Ardeygebirge, das Ruhrtal und streift den nördlichen Rand des Sauerlandes. Städte an der A 1 sind das niedersächsische Osnabrück sowie Lengerich, Ladbergen, Greven, Münster, Ascheberg, Hamm, Werne, Bergkamen, Kamen, Unna, Dortmund, Schwerte und Hagen.
Besonders dicht ist das Straßennetz im Ruhrgebiet, das auch an weitere Bundesautobahnen angebunden ist. In West-Ost-Richtung verlaufen die A 40, die A 42 und die A 44. Die A 40 führt von der niederländischen Grenze durch das Ruhrgebiet nach Dortmund, wo sie in die autobahnähnlich ausgebaute Bundesstraße 1 und im weiteren Verlauf ab Holzwickede in die A 44 übergeht, die weiter durch den Kreis Soest und den Kreis Paderborn nach Kassel führt und eine Verbindung in die Metropolregion Mitteldeutschland herstellt. Die zwischen A 40 und A 2 parallel verlaufende A 42 entlastet als Emscherschnellweg beide Autobahnen in diesem verkehrsreichen Ballungsraum. In Nord-Süd-Richtung geführt sind die Emslandautobahn A 31 von der Nordseeküste bei Emden bis Bottrop, die A 43 von Münster über Recklinghausen, Herne und Bochum durch das Ruhrgebiet nach Wuppertal und die Sauerlandlinie A 45 von Dortmund nach Aschaffenburg in das Rhein-Main-Gebiet, der zweitgrößten deutschen Metropolregion.
Das nördliche Westfalen streift die west-östlich verlaufende A 30, die von der niederländischen Grenze bei Bad Bentheim über Osnabrück zur A 2 bei Bad Oeynhausen führt und ein Teil der europäischen Verbindung zwischen der Randstad um Amsterdam und der Metropolregion Berlin/Brandenburg ist. Bei Osnabrück zweigt von ihr die A 33 in Richtung Bielefeld ab, die südlich von Paderborn auf die A 44 trifft.
Die A 445 Hamm–Arnsberg verläuft als Nord-Süd-Verbindungsautobahn zwischen der A 2 bei Hamm über die A 44 zur A 46 bei Arnsberg. Die Trasse ist von der Anschlussstelle Werl bis zur A 46 bei Arnsberg fertiggestellt.

### Schifffahrt

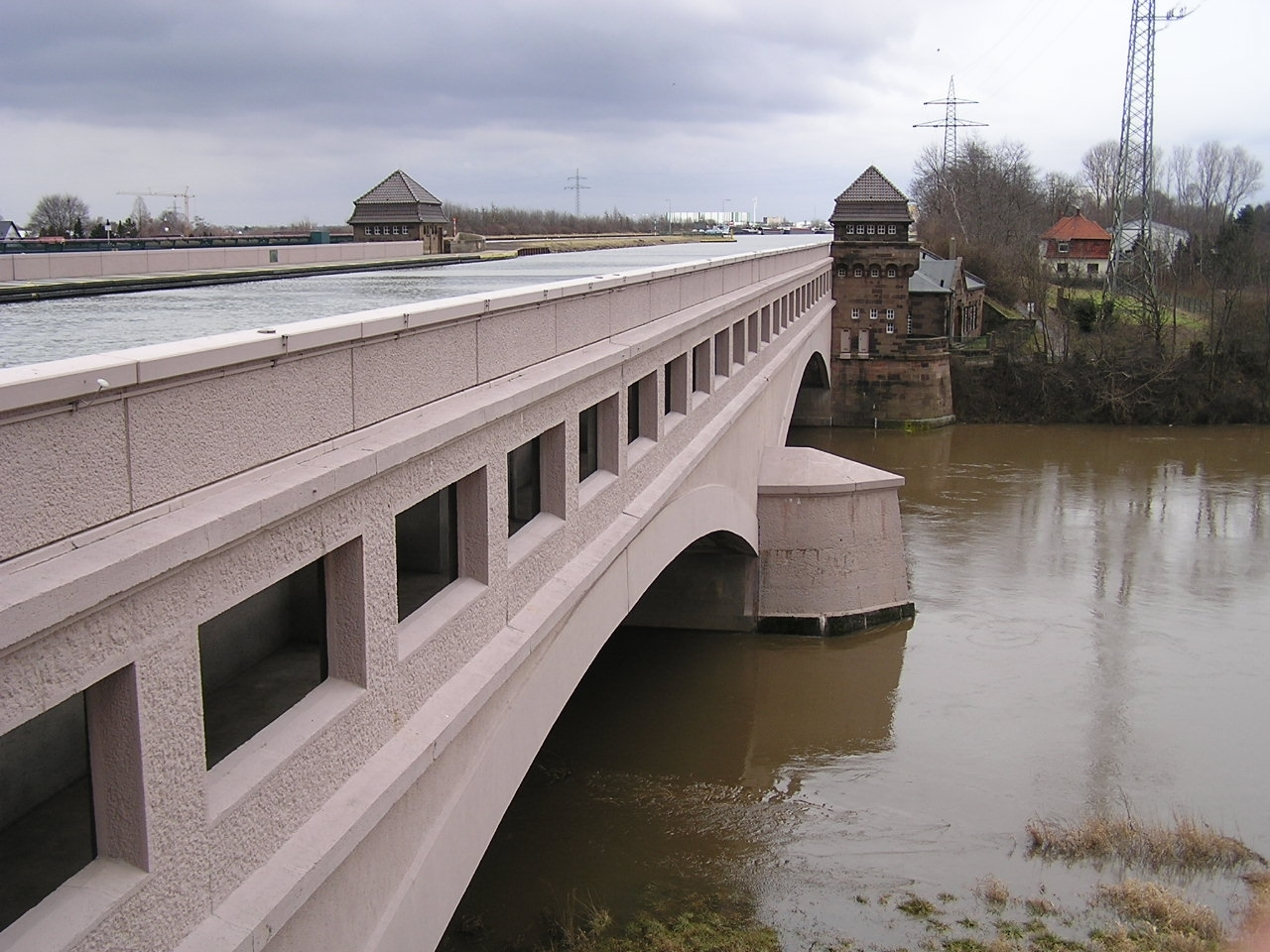
Der Mittellandkanal kreuzt die Weser.

#### Wasserstraßen
Dem Schiffsverkehr vom Rhein in Richtung Osten stehen der Wesel-Datteln-Kanal und der Rhein-Herne-Kanal zur Verfügung. Beide Kanäle treffen sich im größten europäischen Knotenpunkt für die Binnenschifffahrt bei Datteln im Kreis Recklinghausen mit dem über Lünen nach Hamm führenden Datteln-Hamm-Kanal und dem in Nord-Süd-Richtung verlaufenden Dortmund-Ems-Kanal. Über den Dortmund-Ems-Kanal ist das norddeutsche Wasserstraßennetz zu erreichen mit den Seehäfen an Nord- und Ostsee. Der west-östlich verlaufende Mittellandkanal, die mit 325,7 km längste künstliche Wasserstraße in Deutschland, zweigt im Nassen Dreieck bei Hörstel-Bergeshövede im Kreis Steinfurt vom Dortmund-Ems-Kanal ab. Er ist die zentrale Wasserstraße zwischen West- und Osteuropa. Das Wasserstraßenkreuz Minden, das zweitgrößte deutsche Wasserstraßenkreuz, überführt den Mittellandkanal in einer Trogbrücke über die Weser. Mittellandkanal und Weser sind durch Schleusen miteinander verbunden.
Alle Kanäle außer dem Mittellandkanal werden von der Wasser- und Schifffahrtsdirektion West mit Sitz in Münster verwaltet. Für den Mittellandkanal und die Weser ist die Wasser- und Schifffahrtsdirektion Mitte in Hannover zuständig.

#### Häfen
Die für die Wirtschaft bedeutenden westfälischen Häfen sind Kanalhäfen. Die öffentlichen Kanalhäfen Westfalens haben sich zusammen mit den Häfen von Essen und Mülheim in der Arbeitsgemeinschaft öffentlicher Kanalhäfen in Nordrhein-Westfalen (AöK) zusammengeschlossen. Sie sind Umschlagplätze für Massengüter wie Baustoffe, Eisen- und Stahlwaren, Schrott und Wertstoffe, Kohle und Koks. Auch Flüssiggüter wie Mineralöle werden transportiert. Hinzu kommen immer häufiger hochwertige Stückgüter und Container. War der Transport von Eisenerzen in den 1990er Jahren noch ein bedeutender Faktor, so spielt er heute keine Rolle mehr. 1995 war in Dortmund der Güterumschlag von Eisenerzen etwa so hoch wie heute der Güterumschlag insgesamt. Inzwischen nimmt der Containerumschlag eine immer bedeutendere Rolle ein.

### Schienenverkehr
Mit der Industrialisierung hat sich in Westfalen ein dichtes Schienennetz entwickelt mit wichtigen Eisenbahnknoten. Während die Bedeutung der Eisenbahn für den Güterverkehr abgenommen hat, ist dieses umweltfreundliche Verkehrsmittel nach wie vor wichtig für den Personenverkehr. Das Schienennetz wird unter anderem von DB InfraGO, Westfälische Landeseisenbahn und Teutoburger Wald Eisenbahn bereitgestellt.

#### Fernverkehr
Die Metropolregion Rhein-Ruhr wird über eine west-östlich verlaufende Eisenbahnfernstrecke mit den Ballungszentren um Hannover und Berlin verbunden. Die stark befahrene Strecke führt über Bochum, Dortmund, Hamm, Gütersloh, Bielefeld, Herford und Minden. In Nord-Süd-Richtung verläuft die Fernstrecke von den Metropolregionen Hamburg und Bremen/Oldenburg über Münster, Dortmund, Hagen zur Rheinschiene und weiter nach Süddeutschland. Sie trifft im Eisenbahnknotenpunkt Dortmund Hauptbahnhof auf die West-Ost-Strecke. Von Hamm verzweigt die Fernstrecke in Richtung Kassel, Eisenach, Erfurt, Weimar, Gera, die in Westfalen über Soest, Lippstadt, Paderborn, Altenbeken und Warburg führt. Sie trifft im Bahnhof Kassel-Wilhelmshöhe auf eine wichtige Nord-Süd-Verbindung. Über Gelsenkirchen und Recklinghausen führt eine Querverbindung zwischen Münster und Essen.
Die Deutsche Bahn betreibt auf diesen Strecken den Schienenpersonenfernverkehr mittels Intercity-Express, EuroCity und InterCity – teilweise im Ein-Stunden-Takt.

#### Nahverkehr
Zahlreiche Linien des Schienenpersonennahverkehrs teilen sich das Schienennetz mit dem Fernverkehr, es wird außerdem um S-Bahn-Strecken ergänzt. In Bielefeld sowie den Städten des urbanen Ballungsraumes im Ruhrgebiet, wo das Netz besonders dicht ist, gibt es Stadtbahnen.
Es werden Regional-Express (RE) und Regionalbahn (RB) angeboten. Die S-Bahnen verkehren teilweise auf eigenen Strecken.
Der Schienenpersonenverkehr wird von verschiedenen Verkehrsunternehmen durchgeführt.
DB Regio NRW betreibt die Mehrzahl der Linien in Westfalen. Weitere Betreiber sind u. a. Eurobahn, National Express, NordWestBahn und Westfalenbahn.

### Luftverkehr
Die internationalen Flughäfen Dortmund, Münster/Osnabrück und Paderborn/Lippstadt werden zunehmend von Billigfluggesellschaften angeflogen und beförderten 2005 zusammen etwa 4,5 Millionen Passagiere.
Der Flughafen Dortmund in Dortmund-Wickede liegt 16 km östlich des Stadtzentrums und ist mit einem Bus von Dortmund Hauptbahnhof und über die Autobahnen A 1, A 40 und A 44 zu erreichen. Der Bahnhof Holzwickede liegt in der Nähe.
Der Flughafen Münster/Osnabrück in Greven an der Autobahn A 1 ist 25 km von Münster und 40 km von Osnabrück entfernt. Buslinien führen nach Münster, Osnabrück, Ibbenbüren und Lengerich.
Der Flughafen Paderborn/Lippstadt 15 km südwestlich von Paderborn in Büren an der A 44 ist mit einem Bus von Paderborn Hauptbahnhof zu erreichen.
Der Flughafen Siegerland bei Siegen ist ein Regionalflughafen, der hauptsächlich für den Geschäftsreiseverkehr genutzt wird.

## Wirtschaft
In Westfalen gibt es zahlreiche Unternehmen mit einer langen Traditionslinie; auch regionale Spezialisierungen reichen teilweise bis weit in die Vergangenheit zurück. Dies gilt etwa für die Zigarren- und Möbelindustrie in Ostwestfalen, die Kohleförderung im Ruhrgebiet sowie im Tecklenburger Land und die Eisen- und Metallverarbeitung im westlichen Sauerland und im Siegerland.
Gleichwohl wurde die Wirtschaftsstruktur insgesamt in den letzten Jahrzehnten von erheblichen Veränderungen geprägt. War das Ruhrgebiet noch in den 1950er und 1960er Jahren das industrielle Herz nicht nur Westfalens, sondern der ganzen Bundesrepublik, verlor die Montanindustrie in den folgenden Jahrzehnten immer mehr an Bedeutung. Der Strukturwandel hat vor allem die Hellwegstädte stark verändert. Abgesehen von wenigen industriellen Neugründungen (wie Opel in Bochum) konzentrierte sich dieses Gebiet auf Dienstleistungen und im Zusammenhang mit den Universitätsgründungen auf High-Tech-Produkte (etwa im Bereich Software). Im nördlichen Teil des Reviers begann dieser Prozess deutlich später und ist vielerorts noch nicht abgeschlossen. Entsprechend hoch sind dort die Arbeitslosenzahlen.
Außerhalb des Reviers erfuhr Westfalen in den letzten Jahrzehnten einen teilweisen Aufschwung vor allem im gewerblichen Bereich. Die mittelständische eisen- und metallverarbeitende Industrie, der Maschinenbau, die Konsumgüterindustrie in Südwestfalen, in Ostwestfalen und anderen Teilen Westfalens konnte sich nicht nur am Markt behaupten, sondern ihre Weltmarktpositionen ausbauen. Wie erfolgreich die Aufholjagd ehemals überwiegend ländlicher Regionen war, zeigt die Tatsache, dass die wirtschaftliche Kraft pro Kopf im Bezirk der IHK Arnsberg noch 1955 um 150 % schwächer war als im Bezirk Bochum. Zwanzig Jahre später war der Gleichstand erreicht. Heute liegt der Anteil des produzierenden Gewerbes in Südwestfalen deutlich über dem des Ruhrgebiets. In einer Art „nachgeholter Industrialisierung“ haben sich die Wirtschaftsverhältnisse der ländlichen Gebiete denen der bisherigen Industriegebiete angeglichen. Dies gilt auch für das Münsterland (im Kreis Warendorf nahm das Bruttoinlandsprodukt allein zwischen 1957 und 1959 um 37 % zu.)
Der Wandel zeigt sich auch im Bereich der Brauindustrie. Westfalen insgesamt ist die Region mit der höchsten Bierproduktion in Deutschland. Das wichtigste Zentrum des Brauwesens war bis in die 1980er Jahre Dortmund. Die dortigen Brauereien gehören inzwischen überwiegend zur Radeberger Gruppe und diese zu Dr. August Oetker KG mit Sitz in Bielefeld. Heute sind die Brauereien des Sauerlandes und des Siegerlandes vom Bierausstoß bedeutender. Die Marken Warsteiner, Veltins und Krombacher werden hier produziert.

## Trivia
Der Lüner Chronist Georg Spormecker (≈1495–1562) schrieb in seiner Chronik von 1536 (übersetzt): „Das Land ist fruchtbar; seine Männer sind besser als seine Weine.“